# القلاع في بريطانيا العظمى وأيرلندا
لعبت القلاع دورًا عسكريًا واقتصاديًا واجتماعيًا مهمًا في بريطانيا العظمى وأيرلندا منذ تقدمها في أعقاب الغزو النورماندي لإنجلترا عام 1066. وعلى الرغم من بناء عدد صغير من القلاع في إنجلترا في الخمسينيات من القرن العشرين، إلا أن النورمان بدأوا في بناء أماكن مختلفة مثل موتتي و بيلي و القلاع الخرسانية بأعداد كبيرة للسيطرة على المسيرات الويلزية و أراضيهم المحتلة حديثا في إنجلترا. بدأ النورمان خلال القرن الثاني عشر، في بناء المزيد من القلاع في الحجر - مع البرج المربع المميز - حيث لعبت القلاع كل من الأدوار العسكرية والسياسية. استخدمت القلاع الملكية للسيطرة على المدن الرئيسية والغابات ذات الأهمية الاقتصادية، في حين تم استخدام القلاع البارونية من قبل أمراء نورمان للسيطرة على ممتلكاتهم على نطاق واسع. دعا ديفيد الأول أمراء الأنجلو- نورمان إلى اسكتلندا في أوائل القرن الثاني عشر لمساعدته على استعمار مناطق مملكته والسيطرة عليها مثل غالاوي ؛ جلب اللوردات الجدد تقنيات القلعة معهم وبدأت القلاع الخشبية في جنوب المملكة. في أعقاب الغزو النورماندي لأيرلندا في سبعينيات القرن العشرين، تم إنشاء القلاع هناك أيضًا، تحت حكم هنري الثاني.
استمرت القلاع في النمو في التطور العسكري والرفاهية خلال القرن الثاني عشر، مما أدى إلى زيادة حادة في تعقد وطول الحصار في إنجلترا. بينما واصلت الهندسة المعمارية لقلعة أيرلندا وويلز في إنجلترا، انتقل الاتجاه في اسكتلندا بعيدا عن بناء القلاع الكبيرة نحو استخدام منازل الابراج الاصغر، بعد وفاة ألكساندر الثالث . كما كان سيتم تبني أسلوب منزل البرج في شمال إنجلترا وأيرلندا في السنوات اللاحقة. بنى إدوارد الأول سلسلة من القلاع القوية عسكريا بعد تدمير آخر أنظمة الحكم في ويلز في سبعينيات القرن السابع عشر، في شمال ويلز. وبحلول القرن الرابع عشر، كانت القلاع تجمع بين الدفاعات وترتيبات المعيشة المتطورة والحدائق ذات المناظر الطبيعية الخلابة.
تركت العديد من القلاع الملكية والبارونية واخذ استخدامها في الانخفاض، وبحلول القرن الخامس عشر تم الحفاظ على القليل منها فقط لأغراض دفاعية. تم تطوير عدد قليل من القلاع في إنجلترا واسكتلندا إلى قصور عصر النهضة التي استضافت الأعياد والاحتفالات الفخمة وسط هندستها المعمارية المعقدة. بينما أن هذه الهياكل كانت تتجاوز إمكانيات الجميع باستثناء الملوك والأغنى من بارونات العصور الوسطى المتأخرة. على الرغم من أن أسلحة البارود استخدمت للدفاع عن القلاع من أواخر القرن الرابع عشر فصاعدًا، فقد أصبح واضحًا خلال القرن السادس عشر أنه شريطة أن يتم نقل المدفعية هواستخدامها في قلعة محاصرة، يمكن أن تلعب أسلحة البارود دورًا مهمًا في الهجوم. تم تحسين دفاعات القلاع الساحلية حول الجزر البريطانية للتعامل مع هذا التهديد، لكن الاستثمار في صيانتها تراجع مرة أخرى في نهاية القرن السادس عشر. ومع ذلك، في النزاعات المدنية والدينية واسعة النطاق في جميع أنحاء الجزر البريطانية خلال 1640 و 1650، لعبت القلاع دورا رئيسيا في إنجلترا. بنيت بسرعة الدفاعات الحديثة جنبا إلى جنب مع التحصينات الموجودة في العصور الوسطى، وفي كثير من الحالات، صمدت القلاع بنجاح أكثر من حصار واحد. في أيرلندا، تم إدخال المدفعية للحصار الثقيل على يد أوليفر كرومويل في عام 1649 نهاية سريعة لفائدة القلاع في الحرب، في حين أثبتت المنازل البرجية الشعبية في اسكتلندا أنها غير مناسبة للدفاع ضد مدفعية الحرب الأهلية - على الرغم من أن القلاع الرئيسية مثل أدنبرة وضعت مقاومة قوية. في نهاية الحرب تم هجر العديد من القلاع لمنع استخدامها في المستقبل.
انخفض الاستخدام العسكري للقلاع بسرعة على مدى السنوات اللاحقة، على الرغم من أن بعضها تم تكييفه للاستخدام من قبل الحاميات في اسكتلندا والمواقع الحدودية الرئيسية لسنوات عديدة قادمة، بما في ذلك خلال الحرب العالمية الثانية. تم استخدام القلاع الأخرى كسجن للمقاطعات، حتى أغلقت التشريعات البرلمانية في القرن التاسع عشر معظمها. لفترة من أوائل القرن الثامن عشر، تم تجنّب القلاع لصالح العمارة البلادينية ، حتى عاودت الظهور كسمة ثقافية واجتماعية مهمة في إنجلترا وويلز واسكتلندا، وكثيراً ما «تحسنت» خلال القرنين الثامن عشر والتاسع عشر. مثل هذه التجديدات أثارت مخاوف بشأن حمايتهم بحيث يتم حماية القلاع اليوم عبر الجزر البريطانية بموجب التشريعات. تُستخدم القلاع في المقام الأول كمزارات سياحية ، وهي جزء أساسي من صناعة التراث الوطني. يواصل المؤرخون و علماء الآثار تطوير فهمنا للقلاع البريطانية، في حين تشكك النقاشات الأكاديمية القوية في السنوات الأخيرة في تفسير المواد المادية والوثائقية المحيطة ببنائها الأصلي واستخدامه.

## غزو النورمان

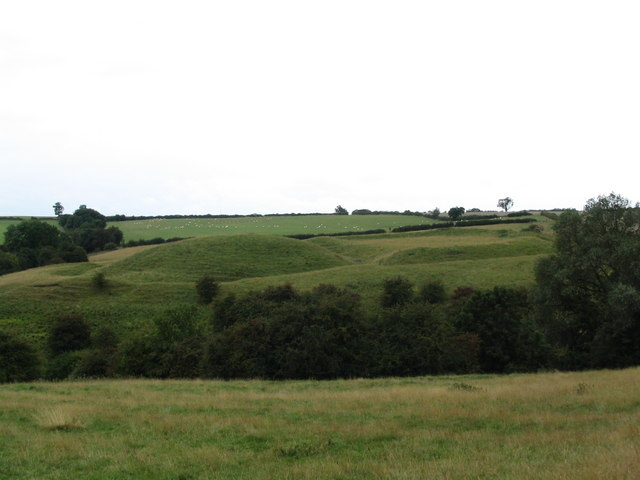
قلعة هالتون في ليسترشاير ، إنجلترا ، تُظهر أرض (motte) تم الحفاظ عليه جيدًا بعد الغزو الأول و بايلي

التحصينات الأنجلوسكسونية 
الكلمة الإنجليزية "castle" مشتقة من الكلمة اللاتينية castellum ، وتستخدم للإشارة إلى الإقامة المحصنة الخاصة للسيد أو النبيل. يعود تاريخ وجود القلاع في بريطانيا وأيرلندا إلى الغزو النورماندي عام 1066. قبل وصول النورمان ، بنى الأنجلوسكسونيون بورغ«معقل»، وهياكل محصنة تعود أصولها إلى ويسيكس في القرن التاسع. معظم هذه المناطق، خاصة في المناطق الحضرية، كانت كبيرة بما يكفي لوصفها على أنها بلدات محصنة بدلاً من مساكن خاصة وبالتالي لا تصنف عادةً كقلاع. كانت البرُز الريفية أصغر وتتكون عادةً من قاعة خشبية بها جدار يحيط بمباني محلية مختلفة إلى جانب برج مدخل يُطلق عليه «برش غيت»، والذي كان يستخدم على ما يبدو لأغراض احتفالية.على الرغم من أن الأهالي القرويين كانوا آمنين نسبياً، إلا أن دورهم كان احتفاليًا في المقام الأول، وهم أيضًا لا يصنفون عادة كقلاع. ومع ذلك، كان هناك عدد قليل من القلاع التي بنيت في إنجلترا خلال 1050، وربما من قبل فرسان النورمان في خدمة إدوارد المعترف. وتشمل هذه الأماكن هيرفورد و كليفيرينج و قلعة ريتشارد وربما قلعة ايوياس هارولد و دوفر.
الغزو 
غزا وليام ، الدوق النورماندي ، إنجلترا في عام 1066 وكان من أولى أعماله بعد الوصول بناء قلعة هاستينغز لحماية طرق الإمداد. بعد انتصارهم في معركة هاستينغز ، بدأ النورمان بثلاث مراحل لبناء القلعة. أولها كان إنشاء الملك الجديد لعدد من القلاع الملكية في مواقع إستراتيجية رئيسية. ركز برنامج القلعة الملكية على السيطرة على بلدات ومدن إنجلترا وخطوط الاتصال المرتبطة بها، بما في ذلك كامبريدج و هنتنغدون و لينكولن و نورويتش و نوتنغهام و لينغفورد و وارويك و يورك. من القلاع التي بناها وليام الفاتح، تم بناء ثلثيها في البلدات والمدن غالبًا مع دار سك العملة الأنجلوسكسونية السابقة. يمكن لهذه القلاع الحضرية الاستفادة من جدران المدينة الحالية والتحصينات، ولكنها تتطلب عادة هدم المنازل المحلية لتوفير مساحة لها. قد يتسبب هذا في أضرار جسيمة، وتشير السجلات إلى أنه تم تدمير 166 منزلًا في لنكولن ، منها 113 في نورويتش و 27 في كامبريدج. تم بناء بعض هذه القلاع بشكل متعمد على قمة المباني المحلية الهامة، مثل الأهوار أو قاعات النبلاء المحليين، وقد يتم بناؤها لتقليد جوانب المباني السابقة - مثل البوابة في قلعة روجيمونت في إكسيتر ، والتي تقع عن قرب يشبه برج برج الأنجلو سكسوني السابق - ربما تم ذلك لإظهار للسكان المحليين أنهم استجابوا الآن لحكامهم النورمانديين الجدد.

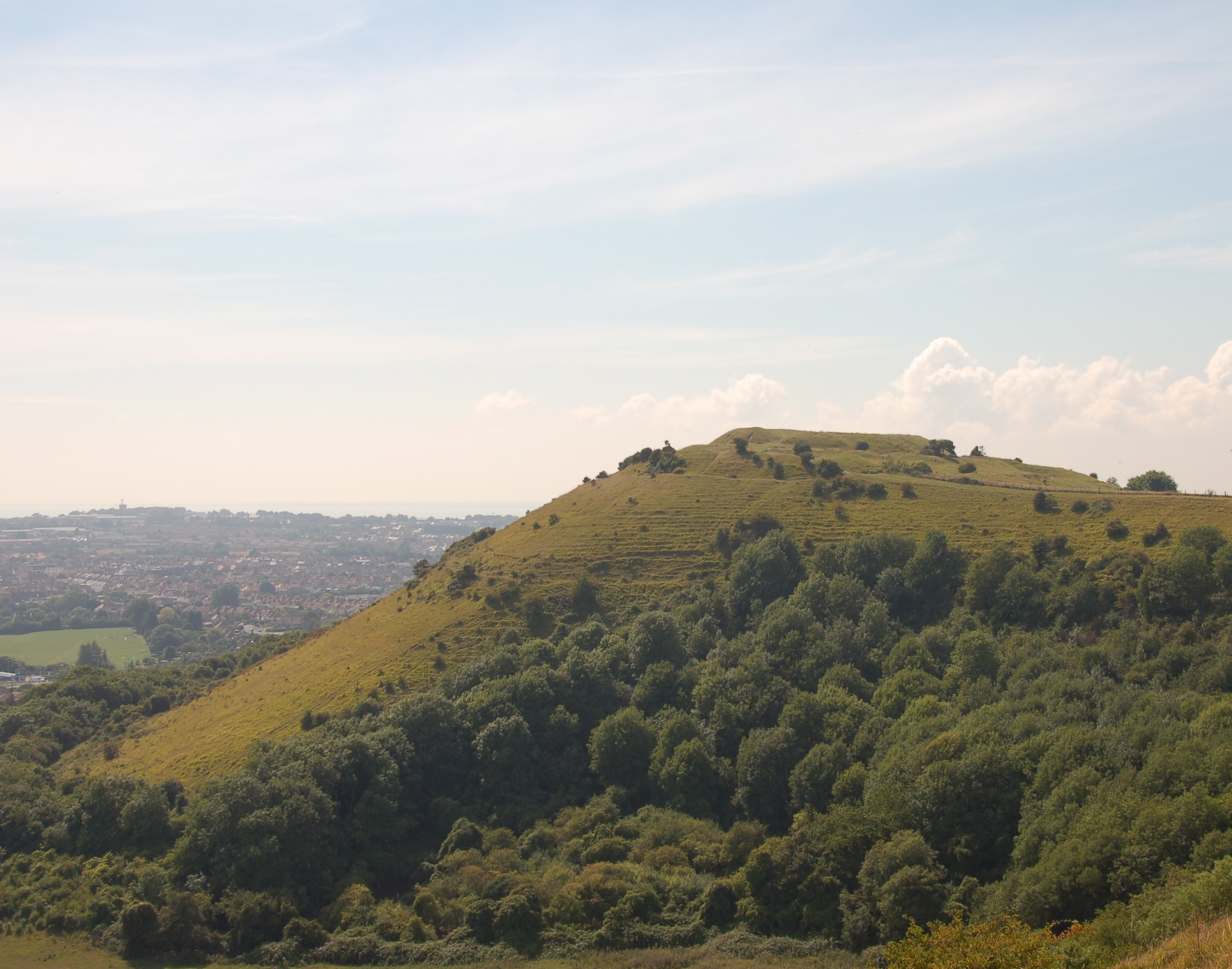
قلعة فولكستون في إنجلترا ، قلعة النورمان

قادت الأمواج الرئيسية الثانية والثالثة من بناء القلعة، ثم من قبل فرسان الصغار في عقاراتهم الجديدة. أثر تقسيم الأراضي التي تم فتحها من قبل الملك على مكان بناء هذه القلاع. في عدد قليل من المواقع الرئيسية، منح الملك أتباعه مجموعات مدمجة من العقارات بما في ذلك عمليات تقسيم المقاطعات الستة لساسكس والأذرع الثلاثة من تشيستر ، و شروزبري ، و هيرفورد ؛ حيث يهدف إلى حماية خط الاتصال مع نورماندي والحدود الويلزية على التوالي. في هذه المناطق، تم تجميع قلاع البارون بإحكام معًا نسبيًا، ولكن في معظم مناطق إنجلترا، كانت مناطق النبلاء، وبالتالي قلاعهم، منتشرة على نطاق واسع. عندما اندفع النورمان إلى جنوب ويلز ، تقدموا في بناء الوديان القلاع كما ذهبوا وغالبًا ما يستخدمون القلاع الأكبر من أذرع الأذن المجاورة كقاعدة.
نتيجة لذلك، افتقر بناء قلعة النبلاء النورمانديين عبر إنجلترا والمسيرات إلى خطة إستراتيجية كبرى، تعكس الظروف المحلية مثل العوامل العسكرية وتخطيط العقارات القائمة وأراضي الكنيسة. كانت القلاع تقع في الغالب على طول الطرق الرومانية القديمة التي لا تزال تشكل العمود الفقري للسفر عبر البلاد، سواء للسيطرة على خطوط الاتصال ولضمان سهولة الحركة بين مختلف المناطق. تم بناء العديد من القلاع بالقرب من الموانئ النهرية الداخلية وتلك التي بنيت على الساحل عادة ما تقع في مصبات الأنهار أو في الموانئ، و بيفينسي و بورتشيستر استثناءات نادرة. كانت بعض مجموعات القلاع موجودة لتعزيز بعضها البعض - على سبيل المثال، كانت قلاع ليتلدين كامب و جلاس هاوس وودز وهولي هيل كامب تهدف إلى أن تكون بمثابة دفاع متكامل للمنطقة المحيطة بـ جلوسيستر و قلعة جلوسيستر لمدينة جلوسيستر نفسها، بينما كانت ويندسور واحدة من مجموعة من القلاع التي بنيت حولها لندن، كل يوم تقريبًا تقطع مسيرة يوم واحد. يمكن أيضًا رؤية بعض الأنماط الإقليمية في بناء القلاع - تم بناء عدد قليل نسبياً من القلاع في شرق أنجليا مقارنة بغرب إنجلترا أو المسيرات. ربما كان هذا بسبب الطبيعة المستقرة والمزدهرة نسبيًا لشرق إنجلترا وعكس النقص في الأقنان المتاحة، أو العمالة غير المجانية.
الهندسة المعمارية 

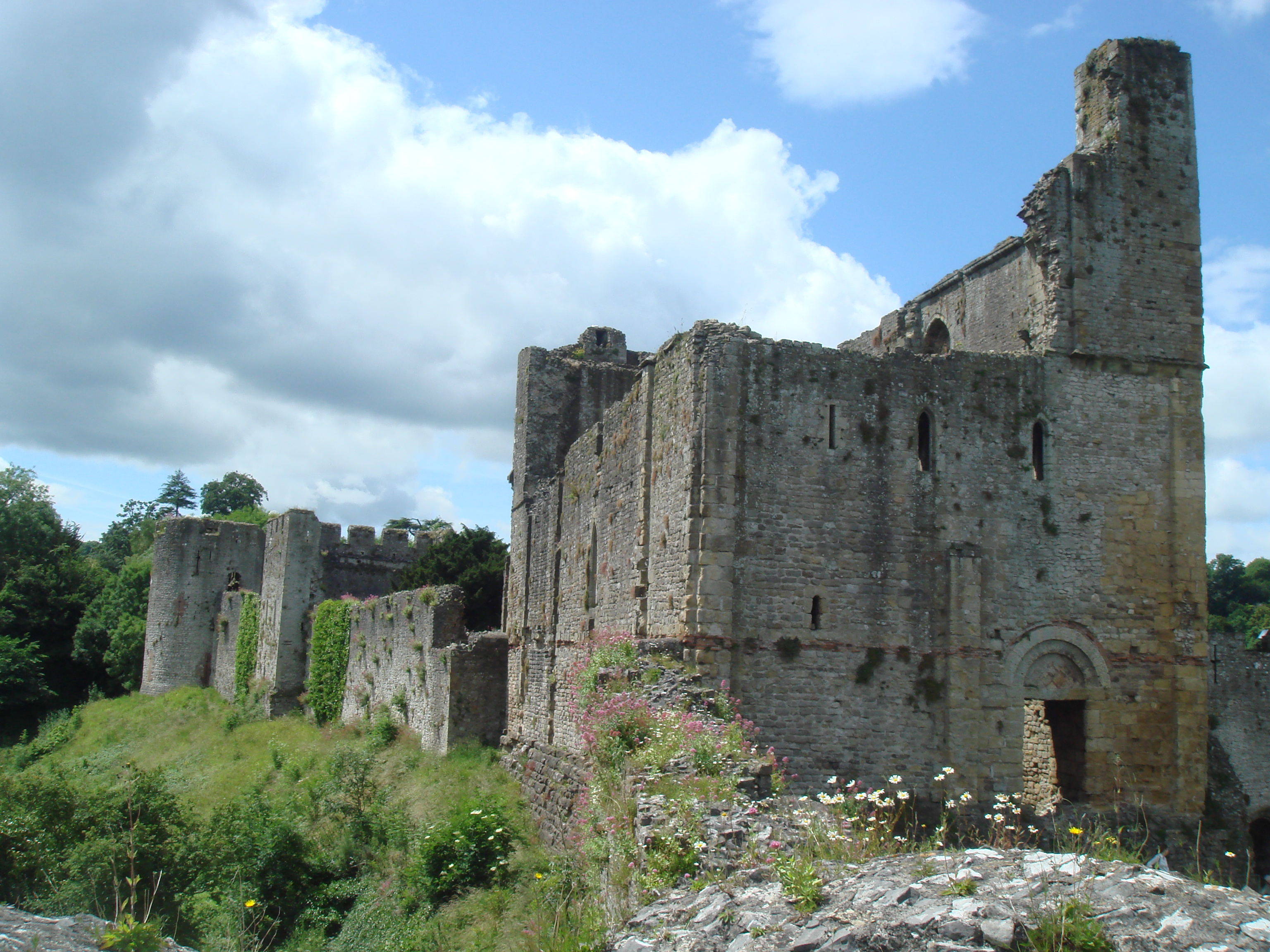
الحفاظ على قلعة تشيبستو الحجرية في ويلز ، والتي بنيت على الطراز الروماني

كان هناك درجة كبيرة من التباين في حجم وشكل القلاع التي بنيت في إنجلترا وويلز بعد الغزو. كان أحد الأشكال الشائعة هو موتتي و بيلي ، حيث تتراكم الأرض في تل (يُسمى موتتي) لدعم برج خشبي، ومنطقة أوسع مغلقة مبنية بجانبه (تُسمى بيلي)؛ قلعة ستافورد مثال نموذجي لقلعة موت بعد الغزو. كان هناك تصميم آخر واسع النطاق هو الحلقة التي سيتم فيها بناء الأرض بشكل دائري أو بيضاوي وتعلوها قطعة خشبية. تعد قلعة فولكستون مثالاً جيدًا على حلقة نورمان، حيث بنيت في هذه الحالة على قمة تل على الرغم من أن معظم القلاع ما بعد الغزو كانت عادةً ما تقع على أرض منخفضة. حوالي 80 ٪ من القلاع النورماندية في هذه الفترة اتبعت نمط موتتي – و- بيلي، ولكن كانت الخواتم ذات شعبية خاصة في مناطق معينة، مثل جنوب غرب إنجلترا وجنوب ويلز. إحدى النظريات المطروحة لتفسير هذا الاختلاف هي أن الخواتم كانت أسهل في البناء في هذه المناطق الضحلة من التربة من الأشجار الكبيرة.
كان البرج الأبيض في لندن وإبقاء قلعة كولشيستر القلعة الحجرية الوحيدة التي سيتم بناؤها في إنجلترا بعد الفتح مباشرة، مع الحفاظ على ابراج النورمان المميزة. بنيت هاتان القلعتان على الطراز الروماني وكان الهدف منهما إثارة الحماية العسكرية. تم تصنيع الموجة الأولى من قلاع نورمان مرة أخرى من الخشب، بمزيج من التصميمات الرائعة والحلي، في ويلز، باستثناء قلعة تشيبستو المبنية من الحجر. تأثرت تشيبستو أيضًا بتصميم رومانسي، حيث أعادت استخدام العديد من المواد من فينتا سيلوروم القريبة لإنتاج ما وصفه المؤرخ روبرت ليدارد بأنه «مسرحية على صور من العصور القديمة».
تباين حجم هذه القلاع اعتمادًا على جغرافية الموقع، وقرارات المنشئ والموارد المتاحة. أظهر تحليل حجم العث بعض التباين الإقليمي المميز؛ على سبيل المثال، شهدت إيست أنجليا قلاع موتتي أكبر بكثير من التي يتم بناؤها في ميدلاندز أو لندن. في حين أن قلاع موتي وبيلي وحلقات العمل الحلقي بذلت جهدا كبيرا في البناء، فإنها تتطلب عددا قليلا نسبيا من الحرفيين المهرة مما يسمح لهم بالرفع باستخدام السخرة من العقارات المحلية؛ هذا، بالإضافة إلى السرعة التي يمكن بناؤها بها - موسم واحد، جعلها جذابة بشكل خاص بعد الفتح مباشرة. تتطلب الأعمال الترابية الأكبر، خاصةً العث، كمية هائلة من القوى العاملة أكبر بكثير من نظرائهم الأصغر وبالتالي تميل إلى أن تكون إما ملكية أو تنتمي إلى أقوى البارونات الذين يمكنهم حشد جهد البناء المطلوب. على الرغم من أن موتتي - و- بيلي ورينج ووركس هما تصميمان شائعان بين القلاع النورماندية، فقد كان كل إغناء مختلفًا قليلاً - بعض القلاع صُممت مع اثنين من بيليزموضوعة على موتتي «تلة» واحدة، وتم بناء بعض أعمال الخواتم مع إضافة أبراج إضافية؛ بعد تم بناء القلاع الأخرى كحلقات عمل وتحويلها لاحقًا إلى هياكل موتتي وبيلي .
لم يتم احتلال جميع القلاع في وقت واحد. تم بناء بعضها أثناء الغزوات ثم تم التخلي عنها في حين تم بناء القلاع الأخرى في أماكن أخرى، خاصة على طول الحدود الغربية. تشير التقديرات الحديثة إلى أن ما بين 500 و 600 قلعة كانت مشغولة في أي وقت في فترة ما بعد الفتح.

## التطورات في تصميم القلعة

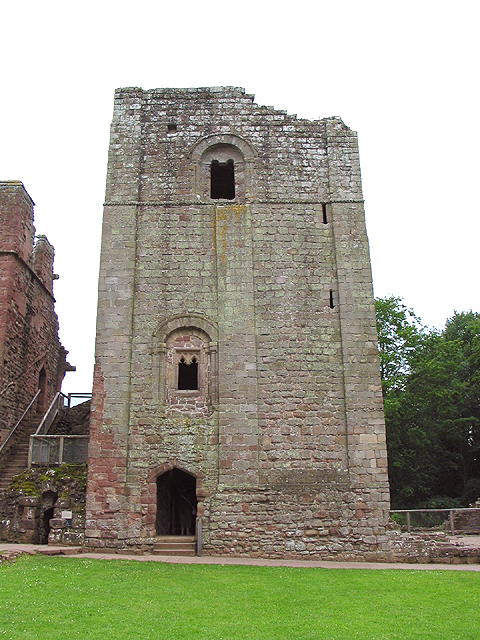
موقع نورمان سكوير بقلعة غودريتش في إنجلترا ، مع المدخل الأصلي للطابق الأول ما زال مرئيًا بعد استبداله لاحقًا

منذ أوائل القرن الثاني عشر فصاعداً، بدأ النورمان في بناء قلاع جديدة في الحجر وتحويل تصاميم الأخشاب الحالية. كانت هذه في البداية عملية بطيئة، حيث ارتفعت السرعة نحو النصف الثاني من القرن. تقليديا، كان يُعتقد أن هذا الانتقال كان مدفوعًا بالطبيعة الأكثر تحصناً للتحصينات الخشبية، والعمر المحدود للأخشاب في القلاع الخشبية وقابليتها للتعرض للنيران؛ ومع ذلك، أظهرت الدراسات الأثرية الحديثة أن العديد من القلاع الخشبية كانت قوية ومعقدة مثل نظائرها الحجرية. لم يتم تحويل بعض القلاع الخشبية إلى حجارة لسنوات عديدة وبدلاً من ذلك تم توسيعها في الخشب، كما في هين دومين.
تم بناء العديد من القطع الحجرية المبكرة بعد الفتح، مع وجود ما بين عشرة وخمسة عشر عامًا بحلول عام 1100، وتليها الكثير في القرن الثاني عشر وحتى حوالي 100تم بنائها عام 1216. التصميمات مع زوايا معززة بأعمدة و جدران داعمة . كان حجم القلعة يصل إلى أربعة طوابق، مع مدخل الطابق الأول لمنع انهيار الباب بسهولة. تأتي قوة التصميم عادةً من سمك الجدران: عادةً ما تكون مصنوعة من الحجر الخشن ، كما في حالة قلعة دوفر ، يمكن أن يصل سمك هذه الجدران إلى 24 قدمًا (7.3 متر). تم تقسيم الأجزاء الأكبر حجماً بواسطة جدار داخلي بينما كانت الإصدارات الأصغر، مثل تلك الموجودة في جودريتش ، تحتوي على غرفة واحدة ضيقة قليلاً في كل طابق. لحفظ الحجر يتطلب من الحرفيين المهارة المطلوبة لبنائهم. على عكس العمل غير المشروع أو الأقنان، كان يتعين دفع هؤلاء الرجال وبالتالي كانت عمليات حفظ الحجر باهظة الثمن. كانت أيضًا بطيئة نسبيًا - حيث لا يمكن رفع جدران الحوائط إلا بحد أقصى 12 قدمًا (3.7 مترًا) سنويًا، وكان الحفاظ على سكاربوروغ نموذجيًا في بناء عشر سنوات.
يلعب حجر نورمان دورًا عسكريًا وسياسيًا. كانت معظم المحميات قوية للغاية من الناحية المادية، وعلى الرغم من أنها لم تصمم كموقع مخصص للدفاع النهائي عن القلعة، إلا أنها كانت توضع في الغالب بالقرب من نقاط الضعف في الجدران لتوفير نيران داعمة.العديد من التنازلات جعلت التنازلات لفائدة عسكرية بحتة: شملت قلعة نورويتش أعمال متقنة خارج المبنى، على الطراز الروماني، ويبدو أنه كان له مدخل سري ؛ كان من الممكن لابراج قلعة هادينجهام استضافت احتفالات وأحداث مثيرة للإعجاب، ولكنها تضمنت العديد من العيوب من منظور عسكري. وبالمثل، كان هناك جدل واسع حول دور قلعة أورفورد ، حيث يعكس تصميمها الباهظ الثمن ذو الثلاث أركان، قصور الإمبراطورية البيزنطية وربما كان المقصود ب هنري الثاني أن يكون أكثر رمزية من الطبيعة العسكرية.
كان هناك تحسن آخر منذ القرن الثاني عشر وما بعده يتمثل في إنشاء ابراج دائرية ، تتضمن استبدال الحطام الخشبي على الجبل بجدار حجري دائري. يمكن بناء المباني حول القشرة الداخلية، مما ينتج عنه فناء داخلي صغير. تعد قلعة ريستورميل مثالاً كلاسيكيًا على هذا التطور مع جدار دائري تمامًا ومدخل ببرج مربع، في حين تعد قلعة لاوسيستور اللاحقة، مثالًا جيدًا آخر على التصميم وواحدة من أكثر القلاع الهائلة في تلك الفترة، رغم انها بيضاوية أكثر من انها مستديرة. كانت القلاع المستديرة شائعة بشكل غير عادي في جميع أنحاء كورنوال وديفون. على الرغم من أن التصميم الدائري كان له مزايا عسكرية، إلا أنها كانت مهمة حقًا في القرن الثالث عشر وما بعده؛ كانت أصول التصميم الدائري للقرن الثاني عشر هي التصميم الدائري للعث. في الواقع، كانت بعض التصاميم أقل استدارة من أجل استيعاب العث غير النظامية، مثل تلك الموجودة في قلعة ويندسور.
الاقتصاد والمجتمع
تم تقسيم القلاع الإنجليزية خلال تلك الفترة إلى تلك القلاع الملكية التي يملكها الملك، والقلاع البارونية التي يسيطر عليها أمراء الأنجلو نورمان. القلاع الملكية شكلت «عظام المملكة» وفقاً للمؤرخ وليام نيوبورج . كما تم تعيين عدد من القلاع الملكية كقلاع شريفة ، والتي تشكل المحور الإداري لمقاطعة معينة - على سبيل المثال كانت قلعة وينشستر بمثابة مركز ل هامبشاير. شكلت هذه القلاع قاعدة للشريف الملكي، المسؤول عن تنفيذ العدالة الملكية في الولاية ذات صلة ؛ وأصبح دور القائد أقوى وأكثر وضوحا مع تقدم القرن.
تم ربط عدد من القلاع الملكية بالغابات والموارد الرئيسية الأخرى. كانت الغابات الملكية في أوائل العصور الوسطى خاضعة لسلطة ملكية خاصة ؛ كان قانون الغابات، «قاسياً وتعسفياً، وهو أمر محض لادارة الملك» كما يصفه المؤرخ روبرت هوسكروفت . وكان من المتوقع أن تزود الغابات الملك بحقول الصيد والمواد الخام والسلع والمال. كانت الغابات مرتبطة عادة بالقلاع، سواء للمساعدة في تنفيذ القانون أو لتخزين البضائع التي يتم استخراجها من الاقتصاد المحلي: كانت قلعة بفيريل مرتبطة بغابة بيك وتعدين الرصاص المحلي هناك؛ تم ربط قلعة اس تي بريافيلز مع غاباتهم المسمية على التوالي : غابة ديين و نيرسبروه ، روكينجهام و بيكيرينج. حيث أشرفت كراون على صناعة التعديحن الرائدة، في الجنوب الغربي .لعبت القلاع مثل ريستورميل دورًا مهمًا في إدارة الحقول المحلية.
كانت القلاع البارونية متفاوتة الحجم والرقي. وصُنِّفت بعضها على أنها الرأس أو المعقل رئيسي لسيد معين، وكانوا عادة أكبر حجماً وأكثر تحصينًا من المعتاد، وكانوا يحتلون عادةً محاكم الشرف البارونية المحلية. استمر الملك في ممارسة حقه في احتلال واستخدام أي قلعة في المملكة رداً على التهديدات الخارجية، وفي هذه الحالات كان يقوم بتزويد القلاع المحتلة برجاله ؛ احتفظ الملك أيضًا بالحق في التصريح ببناء قلاع جديدة من خلال إصدار تراخيص الكرنيلات. كان من الممكن للأساقفة البناء أو السيطرة على القلاع، مثل قلعة ديفايزيس المهمة المرتبطة ببايشوب "أسقف" سالزبوري ، على الرغم من أن هذه الممارسة قد تم اعتراضها في بعض الأحيان. في القرن الثاني عشر، ظهرت ممارسة حراس القلاع في إنجلترا وويلز، والتي تم بموجبها تخصيص الأراضي لأمراء محليين بشرط أن يكون المتلقي قد قدم عددًا معينًا من الفرسان أو الرقباء للدفاع عن القلعة المسماة. في بعض الحالات، كما هو الحال في دوفر ، أصبح هذا الترتيب متطورًا جدًا مع تسمية أبراج القلعة الخاصة باسم عائلات معينة بسبب واجب حراسة القلعة.
كانت الروابط بين القلاع والأراضي المحيطة والعقارات ذات أهمية خاصة خلال هذه الفترة. العديد من القلاع ، سواء الملكية أو البارونية ، كان بها حدائق الغزلان أو حقول مرتبطة بها لأغراض الصيد. وعادة ما تمتد هذه بعيدا عن القرية أو البلدة المرتبطة بالقلعة ، ولكن في بعض الأحيان توضع القلعة في وسط حديقة ، كما هو الحال في ساندل.
الحرب لاسلطوية
اندلعت الحرب الأهلية في إنجلترا بين عامي 1139 و 1153، مما شكل فترة مضطربة حيث ناضلت الفصائل المتنافسة للملك ستيفن و الإمبراطورة ماتيلدا من أجل السلطة. كانت المعارك المفتوحة نادرة نسبيًا خلال الحرب ، حيث تركزت الحملات بدلاً من ذلك على سلسلة من الغارات والحصار بينما حاول القادة السيطرة على القلاع الحيوية التي سيطرت على الأراضي في المناطق المتنافسة. تركزت تقنية الحصار خلال الفوضى على آلات إلقاء الحجارة الأساسية مثل المنجنيق وآلة العرادة «تشبه المنجنيق»، مدعومة بأبراج الحصار وانفاق ارضية ، بالإضافة إلى الحصار والاعتداء المباشر، في بعض الاحيان. شهدت مرحلة الصراع المعروفة باسم «حرب القلعة» أن كلا الجانبين يحاولان هزيمة بعضهما البعض من خلال الحصار ، مثل محاولات ستيفن للاستيلاء على والينجفورد ، وهي القلعة الأكثر شرقية في دفع ماتيلدا نحو لندن ، أو محاولات جيفري دي ماندفيل للاستيلاء على شرق أنجليا عن طريق اتخاذ قلعة كامبريدج.
استجاب كلا الجانبين للتحدي المتمثل في الصراع من خلال بناء العديد من القلاع الجديدة، بنيت في بعض الأحيان كمجموعات من التحصينات الاستراتيجية. بنى أنصار ماتيلدا مجموعة من القلاع لحماية الإقليم، في الجنوب الغربي، وعادةً ما تكون تصميمات كقلعة موتتي و بيلي مثل تلك الموجودة في وينشكومب أو أبر سلوتر أو بامبتون. بنى ستيفن سلسلة جديدة من القلاع ذات الحافة وبالمثل في، بورويل ، ليدجيت ، رامبتون ، كاكستون ، وسوافيزي . كل ذلك على بعد حوالي ستة إلى تسعة أميال (عشرة إلى خمسة عشر كيلومترًا) ; لحماية أراضيه حول كامبريدج. سميت العديد من هذه القلاع (غير المصرح بها)، لأنه لم يتم منح أي إذن رسمي لتشييدها. رأى المؤرخون المعاصرون هذا الأمر مصدر قلق ؛ اقترح روبرت من توريني أن ما يصل إلى 1115 مثل هذه القلاع قد بنيت خلال الصراع ، على الرغم من أن هذا كان على الأرجح مبالغة كما في أماكن أخرى، حيث اقترح رقم بديل هو 126. إنشاء العديد من "القلاع الدفاعية" كانت ميزة أخرى للحرب. وقد استخدمت هذه في النزاعات الإنجليزية لعدة سنوات قبل الحرب الأهلية وشملت بناء قلعة أساسية خلال الحصار ، إلى جانب الهدف الرئيسي للهجوم. عادةً ما يتم تصميم القلعة إما في حلقة أو في تصميم موتتي – بيلي بين 200 و 300 ياردة (180 و 270 متر) بعيدا عن الهدف ، خارج نطاق القوس مباشرة.و يمكن استخدام القلاع المضادة إما لتكون بمثابة منصات إطلاق لأسلحة الحصار ، أو كقواعد للسيطرة على المنطقة من تلقاء نفسها.وقد تم تدمير معظم القلاع المضادة بعد استخدامها ولكن في بعض الحالات ، نجت الأعمال الحفرية ، مثل القلاع المضادة التي بناها ستيفين عام 1141 خارج قلعة اكسفورد حيث تسمى الجبل اليهودي وجبل بيلهام .
تولى هنري الثاني ابن ماتيلدا العرش في نهاية الحرب وأعلن على الفور عن نيته القضاء على القلاع الغير شرعية التي نشأت خلال الحرب ، ولكن لم يتضح مدى نجاح هذا الجهد. أعلن روبرت من توريني أن 375 قلعة دمرت ، دون إعطاء تفاصيل وراء الرقم ؛ تشير الدراسات الحديثة لمناطق مختارة إلى أن على الارجح عددًا أقل من القلاع قد دُمِّر مما كان يعتقد من قبل وأنه ربما تم التخلي عن الكثير منها في نهاية النزاع. من المؤكد أن العديد من القلاع الجديدة كانت مؤقتة بطبيعتها: يلاحظ المؤرخ أوليفر كريتون أن 56٪ من تلك القلاع المعروفة التي بنيت خلال عهد ستيفن «اختفت تمامًا».
انتشار القلاع في اسكتلندا وويلز وايرلندا
ظهرت القلاع في اسكتلندا نتيجة لمركزية السلطة الملكية في القرن الثاني عشر. قبل العشرينيات من القرن العشرين ، كان هناك القليل من الأدلة على وجود القلاع في اسكتلندا ، والتي ظلت أقل مركزية من الناحية السياسية في إنجلترا حيث كان لا يزال الشمال محكوم من قبل ملوك النرويج . أمضى ديفيد الأول من اسكتلندا بعض الوقت في بلاط هنري الأول في الجنوب ، حتى أصبح إيرل هانتينغدون ، وعاد إلى اسكتلندا بقصد مد السلطة الملكية في جميع أنحاء البلاد وتحديث التكنولوجيا العسكرية في اسكتلندا ، بما في ذلك إدخال القلاع. شجع الملك الإسكتلندي النبلاء النورمان والفرنسيين على الاستقرار في اسكتلندا ، وقدم طريقة إقطاعية لحيازة الأراضي واستخدام القلاع كوسيلة للسيطرة على الأراضي المنخفضة المتنازع عليها. كان نظام غالاوي شبه المستقل ، الذي قاوم حكم داود وأسلافه ، محورًا خاصًا لهذا الاستعمار. تباين حجم هذه القلاع الاسكتلندية ، واحدثت اختلافًا بشكل كبير من التصميمات الأكبر، وهي في المقام الأول إنشاءات موتتي و بيلي الخشبية متعددة الألوان ، مثل باس إنفيريوري ، إلى القلاع الأصغر مثل بالماكليلان، إن إنشاء القلاع في اسكتلندا كان «أقل ارتباطًا بالفتح»، كما اقترح المؤرخ ليز هول، وكان له علاقة أكبر بـ «إنشاء نظام حكم».
تباطأ توسع نورمان في ويلز في القرن الثاني عشر ، لكنه ظل يمثل تهديدًا مستمرًا للحكام الأصليين الباقين. بدأ اللوردات والأمراء الويلزيون في بناء القلاع الخاصة بهم، رداً على ذلك، وعادة ما تكون من الخشب. هناك دلائل تشير إلى أن هذا ربما يكون قد بدأ من 1111 فصاعدًا في عهد الأمير كادوغان أب بلديان مع أول دليل وثائقي على وجود قلعة ويلزية أصلية في سايمّر عام 1116. كانت هذه القلاع الخشبية ، بما في ذلك تومن واي رودويد و [[[:en:Llanarmon-yn-Iâl|Llanarmon-yn-Iâl]] تومن واي فريدرو] و [[[:en:Gaer Penrhôs|Gaer Penrhôs]] غاير بنراوس]، ذات جودة مكافئة لتحصينات النورمان في المنطقة ويمكن أن يكون من الصعب التمييز بين البناة في بعض المواقع والأدلة الأثرية وحدها. بدأ حكام الويلزية في بناء قلاع حجرية ، خاصة في شمال ويلز، في نهاية القرن الثاني عشر.
بقيت أيرلندا تحت حكم الملوك الأصليين في القرن الثاني عشر ، دون استخدام القلاع إلى حد كبير. كان هناك تاريخ من التحصينات الأيرلندية تدعى “ráths"، وهو نوع من أنواع التحصينات الدائرية ، وبعضها كان مدافعًا عنه بشدة ولكن لا تعتبر عادةً قلاعًا بالمعنى المعتاد للكلمة. بنى ملوك كوناخت التحصينات من عام 1124 وأطلقوا عليها كايستل أو كايسلين ، من اللغة اللاتينية والفرنسية للقلعة ، وكان هناك جدال أكاديمي كبير حول مدى تشابه هذه القلاع بالقلاع الأوروبية.
بدأ غزو النورمان لأيرلندا بين عامي 1166 و 1171، تحت قيادة ريتشارد دي كلير أولاً ثم هنري الثاني ملك إنجلترا، مع احتلال جنوب وشرق أيرلندا من قبل عدد من بارونات الأنجلو نورمان. اعتمد النجاح السريع للنورمان على المزايا الاقتصادية والعسكرية الرئيسية ، حيث مكنتهم القلاع من السيطرة على المناطق التي تم فتحها حديثًا. بنى اللوردات الجدد القلاع بسرعة لحماية ممتلكاتهم ، وكان الكثير منها عبارة عن مبانٍ متقلبة. تم بناء ما لا يقل عن 23 من هذه القلاع في لاوث. لا يزال من غير المؤكد عدد القلاع المربعة التي بنيت في أيرلندا على يد الأنجلو نورمان. تم بناء القلاع الأخرى ، مثل تريم و كاريكفيرجيس، في الحجر كمراكز رئيسية لرؤساء البارونات. يشير تحليل هذه القلاع الحجرية إلى أن البناء في الحجر لم يكن مجرد قرار عسكري ؛ تحتوي العديد من القلاع في الواقع على عيوب دفاعية خطيرة . في حين ان المقصود من التصميمات ، بما في ذلك تركيزها على قطع الحجر الكبيرة ، كان زيادة مكانة أصحاب البارونات وتوفير مساحة كافية للجهاز الإداري للأراضي الجديدة. على عكس ما حدث في ويلز ، لا يبدو أن الأمراء الأيرلنديين الأصليين قاموا ببناء القلاع الخاصة بهم بأعداد كبيرة خلال هذه الفترة.

## القرنين 13 و 14
التطورات العسكرية
استمر تصميم القلعة في بريطانيا في التغير مع نهاية القرن الثاني عشر. بعد توقف بناء قلاع هنري الثاني على التلال في معظم إنجلترا ، وعلى الرغم من استمرار تشييدها في ويلز على طول الحدود، يبقى المربع شائع في معظم أنحاء إنجلترا على عكس الشكل الدائري الذي يبقى سائدا على نحو متزايد في فرنسا، على الحدود . ومع ذلك ، أصبحت تصاميم التحصين الدائري أكثر شعبية. بدأت القلاع تأخذ شكلًا أكثر انتظامًا ومغلقًا ، من الناحية الرباعية أو على الأقل مضلع في التصميم ، الأكثر ازدهارًا، خاصة في الجنوب. تم إدخال الأبراج المرافقة ، المربعة في البداية ومنحنية أخيرًا ، على طول الجدران وبدأت البوابات تنمو في الحجم والتعقيد ، مع إدخال البوابات للمرة الأولى. تم توسيع القلاع مثل دوفر وبرج لندن في تصاميم متحدة المركز فيما وصفته كاثكارت كينج بالتطوير المبكر لـ «التحصين العلمي».
امتدت التطورات إلى ممتلكات الأنجلو نورمان في أيرلندا حيث هيمن هذا النمط الإنجليزي من القلاع على مدار القرن الثالث عشر ، على الرغم من أن الاقتصاد الأيرلندي المتدهور في القرن الرابع عشر قد أنهى هذه الموجة من البناء. قام ألكساندر الثاني و ألكساندر الثالث في اسكتلندا، بعدد من مشاريع بناء القلاع على الطراز الحديث ، على الرغم من أن وفاة ألكساندر الثالث أدت إلى اندلاع الصراع في اسكتلندا والتدخل الإنجليزي في عهد إدوارد الأول عام 1296. تلت حروب الاستقلال الاسكتلندية بناء القلعة في اسكتلندا، وتم تغيير المسار بالابتعاد عن بناء قلاع أكبر وأكثر تقليدية مع جدران ستائر. وبدلاً من ذلك ، تبنى الأسكتلنديون سياسة التقليل أو التدمير المتعمد للقلاع التي استولت عليها اسكتلندا من الإنجليزية لمنع إعادة استخدامها في الغزوات اللاحقة - كانت معظم القلاع الاسكتلندية الجديدة التي بناها النبلاء من تصميم بيت البرج ؛ كانت القلاع الأكبر القليلة التي بنيت في اسكتلندا، عبارة عن القلاع الملكية، التي بناها الملوك الاسكتلنديون.
بعض هذه التغييرات كانت تحركها التطورات في التكنولوجيا العسكرية. كان استخدام التعدين قبل عام 1190 نادراً ، وكانت محركات الحصار في ذلك الوقت غير قادرة إلى حد كبير على إتلاف جدران القلعة السميكة. بدأوا بإدخال المنجنيق"المقذاف" لتغيير هذا الوضع. كانت قادرة على رمي كرات أثقل بكثير ، وبدقة رائعة ، حيث أظهرت الأجهزة التي أعيد بناؤها أنها قادرة على احداث الثقوب في الجدران . تم تسجيل المنجنيق«المقذاف» لأول مرة في إنجلترا عام 1217، وربما تم استخدامها ايضاً في العام السابق لهذا العام . استخدمها ريتشارد الأول في حصاره أثناء الحملة الصليبية الثالثة و اتضح أنه بدأ في تغيير تصاميم قلعته لاستيعاب التكنولوجيا الجديدة لدى عودته إلى أوروبا. وكما يبدو أن المنجنيق«المقذاف» قد شجع التحول نحو الأبراج الدائرية والمضلعة والجدران المنحنية. بالإضافة إلى وجود عدد أقل من المناطق الميتة أو حتى عدم وجودها ، وسهولة الدفاع عن التعدين ، كانت تصاميم القلاع هذه أيضًا أقل سهولة للهجوم باستخدام المنجنيق«المقذاف» لأن الأسطح المنحنية يمكن أن تنحرف عن بعض من قوة الضربة.
شهدت القلاع زيادة في استخدام السهام و خاصة في إنجلترا في القرن الثالث عشر ، وكاد يكون من المؤكد انها مرتبطة بإدخال الأقواس. تم دمج هذه السهام مع مواقع إطلاق النار من قمم الأبراج ، وكانت محمية في البداية عن طريق سياج خشبي حتى تم إدخال الزخارف الحجرية في إنجلترا في أواخر القرن الثالث عشر. كان القوس والنشاب بمثابة تقدم عسكري مهم على القوس و السهم القديم حيث كان السلاح المفضل في زمن ريتشارد الأول ؛ وكانت هناك حاجة إلى العديد منهم ولأعداد كبيرة من الاسهم مربعة الرأس لتزويد القوات الملكية فيها ، مما يتطلب بدوره إنتاجًا أكبر من الحديد. في إنجلترا ، صنع القوس والنشاب في المقام الأول في برج لندن ، ولكن قلعة اس تي بريافيلز، أصبحت مركزًا وطنيًا لصناعة الشجار، مع توفر غابة ديين المحلية لتوفير المواد الخام . أصبحت قلعة أدنبره مركز إنتاج الأقواس والنشاب ومركز الحصار للملك، في اسكتلندا.
وكانت نتيجة ذلك أن حصار القلعة الإنجليزية ازداد تعقيداً وحجماً. خلال حرب البارونات الأولى من 1215 إلى 1217، أظهر الحصاران البارزان في دوفر و قلعة وندسور قدرة التصميمات الأكثر حداثة على مقاومة الهجوم ؛ حيث يتطلب الحصار الناجح للملك جون لروتشستر هجومًا متقنًا ومتطورًا ، يقال إنه تكلف حوالي 60,000 علامة ، أو 40.000 جنيه إسترليني. تطلب حصار قلعة بيدفورد من هنري الثالث في عام 1224 أن يجلب محركات الحصار ، المهندسين ، براغي القوس والنشاب ، المعدات والعمال من جميع أنحاء إنجلترا. كان حصار قلعة كينيلورث ، أثناء حرب البارونات الثانية ، في عام 1266, أكبر وأطول. صمدت الدفاعات المائية الواسعة ضد هجوم إدوارد الأول المستقبلي، على الرغم من أن الأمير استهدف الأجزاء الأضعف من جدران القلعة ، واستخدم أبراج الحصار الضخمة ومحاولة الهجوم الليلي باستخدام الزوارق التي جلبت من تشيستر . استنفدت تكاليف الحصار إيرادات عشر مقاطعات إنجليزية. كان الحصار في اسكتلندا أصغر حجمًا في البداية ، حيث كان أول حدث مسجَّل هو حصار قلعة رويساي عام 1230، حيث تمكن النرويجيون المحاصرون من كسر الجدران الحجرية الضعيفة نسبيًا باستخدام الفؤوس بعد ثلاثة أيام فقط. عندما غزا إدوارد الأول اسكتلندا ، أحضر معه امكانيات الحصار التي تطورت جنوب الحدود: سقطت قلعة أدنبره في غضون ثلاثة أيام ، واستسلمت قلاع روكسبورغ و جيدبرج و دانبر و ستيرلنغ و لانارك و دومبارتون للملك. استخدمت الحصارات الإنجليزية اللاحقة ، مثل الهجمات على بوثويل و ستيرلنج ، موارد كبيرة بما في ذلك محركات الحصار العملاقة وفرق واسعة من عمال المناجم والبنائين.
الاقتصاد والمجتمع
شكلت عدد من القلاع الملكية ، من القرن الثاني عشر وما بعده ، شبكة أساسية من المخازن الملكية في القرن الثالث عشر لمجموعة واسعة من السلع بما في ذلك الطعام والشراب والأسلحة والدروع والمواد الخام. استخدمت القلاع مثل ساوثهامبتون وينشستر وبريستول وبرج لندن لاستيراد وتخزين وتوزيع النبيذ الملكي. أصبحت القلاع الملكية الإنجليزية تستخدم أيضًا كسجن - أصرت كليزند على النبلاء ان يؤسسوا سجونهم الخاصة في عام 1166 . تم وضع سجون المقاطعات في جميع القلاع الملكية النبيلة، في السنوات التالية. كانت الظروف في هذه السجون سيئة وادعاءات سوء المعاملة والجوع شائعة. وكما يبدو أن قلعة نورثهامبتون شهدت بعض أسوأ الانتهاكات.
تأثر تطور القلاع البارونية في إنجلترا بالتغيرات الاقتصادية في تلك الفترة. زاد متوسط دخل البارونات الإنجليز لكن الثروة أصبحت مركزة في أيدي عدد أقل من الأفراد ، مع وجود تباين أكبر في الدخول، خلال القرنين الثالث عشر والرابع عشر. كانت تكاليف صيانة وتجهيز قلعة حديثة في ازدياد، في الوقت نفسه. وكانت النتيجة أنه على الرغم من وجود حوالي 400 قلعة في إنجلترا في عام 1216، فقد استمر عدد القلاع في التناقص خلال السنوات القادمة ؛ حتى البارونات الأثرياء كانوا يميلون إلى السماح لبعض القلاع بالانزلاق إلى الإهمال وتركيز مواردها على المخزون المتبقي. تلاشى نظام حراسة القلاع في إنجلترا ، حيث تم استبداله بالإيجارات المالية ، على الرغم من استمراره في مسيرات ويلز حتى القرن الثالث عشر وشهد بعض الاستخدام المحدود خلال احتلال إدوارد الأول لاسكتلندا في أوائل القرن الرابع عشر.
أصبحت القلاع الإنجليزية المتبقية مرفهة بشكل متزايد. غالبًا ما كانت تصميماتهم الداخلية مرسومة ومزخرفة بأقمشة ، والتي سيتم نقلها من القلعة إلى القلعة الأخرى أثناء سفر النبلاء في جميع أنحاء البلاد. كان هناك عدد متزايد من الغرف المنعزلة التي بنيت داخل القلاع ، بينما في القلاع الأكثر ثراء ، يمكن أن تكون الأرضيات مزينة بالبلاط والنوافذ مزودة بزجاج ساسكس ويلد ، مما يتيح وضع مقاعد النافذة«نوع من أنواع الكنب» للقراءة. كما يمكن نقل الغذاء إلى القلاع عبر مسافات طويلة نسبيا، على سبيل المثال، تم جلب الأسماك إلى قلعة أوكهامبتون من البحر على بعد حوالي 25 ميل (40 كم). بقيت الغزلان «صيد الغزلان» أكثر الأطعمة استهلاكًا في معظم القلاع ، وخاصة تلك المحاطة بالحدائق الواسعة أو الغابات مثل قلعة بارنارد، بينما تم استيراد القطع الأولية من لحم الغزال إلى تلك القلاع التي تفتقر إلى مناطق الصيد ، مثل لونسيستون.
وبحلول أواخر القرن الثالث عشر ، تم بناء بعض القلاع ضمن «مناظر طبيعية مصممة بعناية»، مما يميز أحيانًا بين النواة الداخلية لأحد الأعشاب ، وحديقة صغيرة مغلقة مكتملة بالبساتين والبرك الصغيرة ، ومنطقة خارجية بها أحواض أكبر ومباني عالية المكانة يحتمل ان تكون داخل الحديقة، مثل «المباني الدينية ، جحور الأرانب ، المطاحن والمستوطنات». قد يتم بناء الشرفات ، أو مجموعة من الغرف الصغيرة ، داخل القلعة للسماح بتقدير النتيجة بشكل صحيح ، أو بناء نقطة مشاهدة في الخارج . وضعت القلعة التي أعيد تصميمها، في قلعة ليدز، خلال 1280 في حديقة مائية كبيرة ، بينما في رافين سوورث ، كانت هناك بحيرة اصطناعية محاطة بحديقة لإنتاج مدخل جمالي ورمزي للتحصين، في نهاية القرن الرابع عشر. تمت إدارة الغابات والحدائق الواسعة بشكل متزايد ، وزادت نسبة صغارغزلان الايل التي يستهلكها سكان القلعة في إنجلترا نتيجة لذلك.
القلاع الويلزية
خلال القرن الثالث عشر بنى الأمراء الويلزيون الأصليون عددًا من القلاع الحجرية. تباين حجمها بشكل كبير من التحصينات الأصغر ، مثل ديناز ايمريز في سنودونيا ، إلى القلاع الأكثر أهمية مثل قلعة ديغانوي، والاكبرمثل كاستل واي بير. القلاع الأصلية الويلزية تزيد من الفوائد الدفاعية للمواقع الجبلية العالية ، وغالبًا ما يتم بناؤها في شكل غير منتظم لتناسب القمم الصخرية. كان لدى معظم القلاع خنادق عميقة مقطوعة من الصخر لحماية القلعة الرئيسية. كانت القلاع الويلزية عادةً ما تُبنى على مسافة قصيرة نسبيًا ، وتستخدم كمسكن للمعيشة للأمراء والنبلاء ، مع أبراج مراقبة مستطيلة مميزة على طول الجدران. بالمقارنة مع قلاع النورمان ، كانت البوابات أضعف بكثير في التصميم ، مع عدم وجود أي استخدام تقريبًا للبوابات أو السلالم الحلزونية ، وكانت أعمال الحوائط الخارجية أيضًا أدنى بشكل عام من قلاع نورمان المشيدة. آخر قلاع الويلزية الأصلية ، التي بنيت خلال 1260، تشبه إلى حد كبير تصاميم نورمان ؛ في حالة قلعة دينا برين بما في ذلك البرج «الحصن» الدائري ودفاعات بوابة نورمان.
قلاع ادوارد الأول في ويلز
بدأ إدوارد الأول غزوًا نهائيًا لمعاقل ويلز الأصلية المتبقية في شمال ويلز ، في عام 1277، عازماً على إقامة حكمه على المنطقة بشكل دائم. أصدر تعليماته إلى كبار النبلاء ببناء ثماني قلاع جديدة في جميع أنحاء المنطقة، كجزء من هذا الاحتلال؛ ابيريستويث وبويلث في منتصف ويلز وبيوماريس ، كونوي ، كارنارفون ، فلينت ، هارليش وقلعة رودلان في شمال ويلز. وصف المؤرخ ر. آلن براون هذه بأنها «من بين أفضل إنجازات العمارة العسكرية في العصور الوسطى [في إنجلترا وويلز]». تباينت القلاع في التصميم ولكنها كانت تتميز عادة بأبراج جدارية قوية على طول جدران القلعة ، مع نقاط إطلاق النار متعددة ومتداخلة ومراقب كبيرة مدافع عنها بشكل جيد للغاية. كان المقصود من الملك ان يستخدام القلاع عندما يكون في المنطقة ولشمل أماكن إقامة واسعة النطاق. أنشأ إدوارد أيضًا العديد من المدن الإنجليزية الجديدة ، وفي العديد من الحالات ، يتم تصميم القلاع الجديدة لاستخدامها جنبًا إلى جنب مع أسوار المدينة المحصنة كجزء من دفاع متكامل. اقترح المؤرخ ريتشارد موريس أن «الانطباع يعطى بحزم لمجموعة نخبة من رفاق رجال الحرب الطويلة في أذرع الملك ، وهم ينغمسون في العربدة من التعبير المعماري العسكري على ميزانية غير محدودة تقريبًا».
كان جيمس سانت جورج ، المهندس المعماري والمهندس الشهير من سافوي ، مسؤولاً عن الجزء الأكبر من أعمال البناء في جميع أنحاء المنطقة. كان بناء القلاع باهظ التكلفة وكان مطلوبًا من العمال والبنّائين والنجارين والحفّارين وموارد البناء التي يتم جمعها من قِبل عمّال محليين من جميع أنحاء إنجلترا ، ان تحشد في تشيستر وبريستول ، قبل إرسالهم إلى شمال ويلز في الربيع ، والعودة إلى منازلهم فصل الشتاء. وضع عدد العمال المشتركين عبءًا كبيرًا على القوى العاملة الوطنية في البلاد. لا يمكن حساب التكلفة المالية الإجمالية على وجه اليقين ، ولكن تشير التقديرات إلى أن برنامج بناء قلعة إدوارد تكلف ما لا يقل عن80,000 جنيه إسترليني - أربعة أضعاف إجمالي الإنفاق الملكي على القلاع بين 1154 و 1189.
كما قدمت القلاع الإدواردية تصريحات رمزية قوية حول طبيعة الاحتلال الجديد. تم تزيين كارنورفين على سبيل المثال، بنسور منحوتة ، ومزودة بأبراج متعددة الأضلاع وأعمال بناء ذات نطاقات باهظة الثمن ، وكلها مصممة لتقليد جدران ثيودوسي في القسطنطينية ، ثم الصورة المثالية للقوة الإمبراطوية.ربما كان الموقع الفعلي للقلعة مهمًا أيضًا لأنه تم وضعه بالقرب من الحصن الروماني السابق لسيغونتيوم. يبدو أن البوابة المعقدة ، التي تحتوي على خمس مجموعات زائدة من الأبواب وست بوابات منزلقة ، تم تصميمها لاقناع الزائرين واستحضار صورة لقلعة آرثروية ، التي يُعتقد أنها كانت ذات طابع بيزنطي.
قصر الحصون
في منتصف القرن الثالث عشر بدأ هنري الثالث في إعادة تصميم القلاع المفضلة لديه ، بما في ذلك وينشستر وندسور ، وبناء قاعات أكبر ، وكنائس أعظم ، وتركيب نوافذ زجاجية وتزيين القصور بجدران مطلية وأثاث . يمثل هذا بداية الاتجاه نحو تطوير القلاع الكبرى المصممة لطبقة راقية من المعيشة . تركزت الحياة في وقت مبكر على قاعة واحدة كبيرة ، مع توفير الخصوصية لعائلة المالك باستخدام الطابق العلوي لإقامة المعيشة الخاصة بهم. بحلول القرن الرابع عشر ، كان النبلاء يسافرون أقل ، حيث أحضروا معهم أثاثاً أكبر بكثير عندما قاموا بالسفر والترفيه مع زائرين من اصحاب الحشود الكبيرة على قدم المساواة. أعيد تصميم القلاع مثل جودريتش في العشرينيات من القرن العشرين لتوفير مزيد من الخصوصية والراحة السكنية للعائلة الحاكمة ، مع الاحتفاظ بسمات دفاعية قوية وقدرة على استيعاب أكثر من 130 شخصًا في القلعة. أثر التصميم على التحويلات اللاحقة في بيركلي وبحلول الوقت الذي تم فيه بناء قلعة بولتون ، في ثمانينيات القرن العشرين ، تم تصميمه لاحتواء ما يصل إلى ثماني أسر نبيلة مختلفة ، ولكل منها مرافقها الخاصة. تم تصميم القلاع الملكية مثل بيوماريس ، على الرغم من أنها مصممة للدفاع ، إلا أنها تضم ما يصل إلى إحدى عشرة أسرة مختلفة في وقت واحد.
يستطيع الملوك واللوردات الأثرياء إعادة تصميم القلاع لإنتاج حصون القصر. أنفق إدوارد الثالث 51000 جنيه إسترليني على تجديد قلعة وندسور. كان هذا أكثر من مرة ونصف دخل إدوارد السنوي النموذجي. على حد تعبير ستيفن بريندل ، كانت النتيجة «قصرًا كبيرًا وموحدًا من الناحية المعمارية ... موحد بجميع أنواعه ، مثل خط السقف ، مرتفعات النوافذ ، خط الكورنيش ، ارتفاعات الأرضيات والسقف»، معيداً التصميمات القديمة ولكن دون أي قيمة دفاعية حقيقية. أعاد الثري جون اوف غانت تصميم قلب قلعة كينيلورث ، مثل وندسور ، شدد العمل على تصميم موحد مستطيل وفصل مناطق خدمة الطابق الأرضي عن الطوابق العليا وعلى النقيض من التصاميم الخارجية الفخمة مع التصميمات الداخلية الفخمة ، وخاصة في الطابق الأول من مباني بيلي الداخلية . بحلول نهاية القرن الرابع عشر ، ظهر نمط عمودي إنجليزي مميز.
تم بناء القلاع الخاصة من قبل العائلات الثرية الناشئة حديثًا، في جنوب إنجلترا، مثل العمل في وندسور . اعتمدت هذه القلاع على الموضوعات المعمارية للتصاميم العسكرية السابقة ، لكن لم يكن القصد منها أن تشكل دفاعًا خطيرًا ضد الهجوم . تأثرت هذه القلاع الجديدة بشكل كبير بالتصاميم الفرنسية ، والتي تضم قلعة مستطيلة أو شبه مستطيلة مع أبراج ركنية وبوابات وخندق مائي ؛ الجدران التي تحيط بفعالية خطة فناء مريحة لا تختلف عن تلك الموجودة في القصر غير المحصن. بُنيت قلعة بوديام في ثمانينيات القرن العشرين على خندق وأبراج ومطارات حربية ، ولكن بدلاً من كونها حصنًا عسكريًا حقيقيًا ، كان المقصود من القلعة في المقام الأول أن تحظى بالإعجاب من قبل الزوار وتستخدم كمسكن فاخر - الهندسة المعمارية للفروسية تستدعي ضمناً مقارنات مع إدوارد الأول الكبير القلعة في بوماريس.
شجعت التحسينات في أمن الحدود الاسكتلندية ، وصعود العائلات النبيلة الكبرى مثل بيرس ونيفيليس ، اندفاع في بناء القلعة في نهاية القرن الرابع عشر، في شمال إنجلترا. أخذت قلاع القصر مثل رابي وبولتون وقلعة واركوورث أنماط القلعة الرباعية في الجنوب ودمجتها مع أبراج رئيسية كبيرة بشكل استثنائي أو احتفظت لتشكيل طراز شمالي مميز. بنيت هذه القلاع من قبل المنازل النبيلة الكبرى ، وعادة ما تكون أكثر فخامة من تلك التي بناها الثراء الحديث من الجنوب. لقد حددوا ما وصفه المؤرخ أنتوني إيمري بأنه «ذروة ثانية في بناء القلعة في إنجلترا وويلز»، بعد التصميمات الإدواردية في نهاية القرن الرابع عشر.
صناعة البارود
تم إدخال أسلحة البارود المبكرة إلى إنجلترا منذ عام 1320 وما بعدها وبحلول عام 1330بدأ ظهورها في اسكتلندا . بحلول عام 1340، كان الملك الإنكليزي ينفق الأموال عليهابانتظام وبدأ تثبيت التكنولوجيا الجديدة في القلاع الإنجليزية بحلول ستينيات وسبعينيات القرن العشرين ، وفي القلاع الاسكتلندية بحلول عام 1380. صنعت المدافع بأحجام مختلفة ، من المدافع الأصغر حجماً إلى مدافع أكبر تطلق كرات حجرية تصل إلى 7.6 بوصة (19 سم). كانت الأسلحة متوسطة الحجم التي تزن حوالي 20 كيلوجرام أكثر فائدة للدفاع عن القلاع ، على الرغم من أن ريتشارد الثاني أنشأ في نهاية المطاف 600 بندقية (272 كيلو) في برج لندن وتم تثبيت قنابل مونس ميج الثقيلة البالغة 15366 رطل (6970 كيلو) في قلعة أدنبره.
كان للمدافع المبكرة نطاق محدود فقط ولا يمكن الاعتماد عليها ؛ بالإضافة إلى ذلك ، كانت قذائف المدفع الحجرية المبكرة غير فعالة نسبيًا عند إطلاقها على جدران القلعة الحجرية. نتيجةً لذلك ، أثبت المدفع المبكر أنه مفيد للدفاع ، خاصة ضد هجمات المشاة أو إطلاق النار على أطقم نيران العدو. يمكن في الواقع أن تكون المدافع المبكرة خطيرة جدًا على جنودهم ؛ قُتل جيمس الثاني من اسكتلندا وهو يحاصر قلعة روكسبيرج في عام 1460 عندما انفجر أحد المدافع ، المسمى «الأسد» بجواره. يعني حساب المدافع المبكرة أنها كانت في المقام الأول سلاحًا تم نشره بواسطة الملوك بدلاً من النبلاء.
تم نشر المدافع في القلاع الإنجليزية في البداية على طول الساحل الجنوبي حيث تعرضت منافذ القناة والتي تعد ضرورية لعمليات التجارة والعسكرية الإنجليزية في أوروبا ، للتهديد المتزايد من الغارات الفرنسية. استلمت كاريسبروك ، كورف ، دوفر ، بورتشيستر ، سالتوود وقلعة ساوثهامبتون، مدفع خلال أواخر القرن الرابع عشر، كانت عبارة عن مدافع حربية صغيرة «ثقب المفتاح» يتم بناؤها في الجدران لاستيعاب الأسلحة الجديدة. تعرضت قلعة كاريسبروك لحصار فرنسي فاشل في عام 1377، وكان رد فعل الملك يتضمن تجهيز القلعة بالمدفع وطاحونة لإنتاج البارود في عام 1379. كما تم تجهيز بعض القلاع الإنجليزية الأخرى على طول الحدود الويلزية واسكتلندا بالمثل ، حيث كان برج لندن وقلعة بونتفراكت بمثابة مخازن لتزويد الأسلحة الجديدة. في اسكتلندا ، يبدو أنه تم شراء أول مدفع لقلعة لإدنبره في عام 1384، والتي أصبحت أيضًا ترسانة للأجهزة الجديدة.

## القرن 15 و 16
ضعف القلاع الإنجليزية
بحلول القرن الخامس عشر كان عدد قليل جدًا من القلاع يحتفظ به أصحابها بشكل جيد. كانت العديد من القلاع الملكية لا تحصل على استثمارات كافية للسماح بصيانتها – فقد كانت اسقفها مسربة وكما انهارت أعمال الحجر وسرق الرصاص أو الخشب. كان الملك انتقائيًا بشكل متزايد حول القلاع الملكية التي احتفظ بها ، مع ترك قلاع أخرى للتآكل.
بحلول القرن الخامس عشر كانت وندسور وليدز وروكينجهام ومور إند فقط يعتبروا مكان إقامة مريح ؛ شكّل نوتنغهام ويورك العمود الفقري للسلطة الملكية في الشمال ، وشكلت تشيستر وغلوستر وبريستول المكافئات في الغرب. حتى التحصينات الرئيسية مثل قلاع شمال ويلز. والقلاع الحدودية مثل كارلايل وبامبرغ ونيوكاسل أبون تاين شهدت انخفاض في التمويل والصيانة. استمرت العديد من القلاع الملكية في لعب دور مقاطعة السجن ، مع استخدام البوابة بشكل متكرر كمرفق رئيسي.
استمرت صفوف البارون في الانخفاض في القرن الخامس عشر ، حيث أنتجت نخبة أصغر من اللوردات الأكثر ثراءً ولكنها قلصت من الثروة النسبية للأغلبية. سقطت العديد من القلاع البارونية في انخفاض مماثل. تزخر روايات جون ليلاند للقلاع الإنجليزية في القرن السادس عشر بأوصاف القلاع «المتحللة»، أو دفاعاتها «باللون الحقيقي» أو ، حيث قد تكون الجدران في حالة جيدة ، فإن «الاشجار المقطوعة في الداخل» كانت «متحللة». لم تلعب القلاع الإنجليزية دورًا حاسمًا خلال حروب الورد ، التي اخيضت بين عامي 1455 و 1485، والتي كانت في المقام الأول في شكل معارك ضارية بين الفصائل المتنافسة من لانكاستريين واليوركستريين.
قصور النهضة
في القرنين الخامس عشر والسادس عشر شهد عدد قليل من القلاع البريطانية تتطوراً إلى هياكل لا تزال أعظم ، وغالبًا ما تعتمد على وجهات نظر عصر النهضة حول الهندسة المعمارية التي كانت تزداد شعبيتها في القارة. يحافظ على الأبراج والمواد الصلبة الكبيرة التي تستخدم للسكن الخاص ، وربما تكون الابراج مستوحاة من تلك الموجودة في فرنسا حيث بدأت في الظهور في القرن 14 في دودلي واركوورث. في القرن الخامس عشر ، انتشرت الموضة من خلال إنشاء قلاع فخمة باهظة الثمن ، متأثرة بالقلاع الفرنسية ، وتتميز ببرج معقد في كل من ووردور وتاتيرشال وقلعة راجلان. في وسط وشرق إنجلترا ، بدأ بناء القلاع ، حيث شكلت كايسترو كيربي ماكسلو وتاتيرشال أمثلة على هذا النمط الجديد. في الجزء الشمالي من الحدود ، تم بناء برج هوليرود الكبير بين عامي 1528 و 1532 على هذا التقليد الإنجليزي ، لكنه ضم تأثيرات فرنسية إضافية لإنتاج قلعة آمنة للغاية ولكنها مريحة ، تحرسها حديقة للأسلحة النارية.
تصدرت شركات البناء الملكية في اسكتلندا الطريق في تبني المزيد من أساليب عصر النهضة الأوروبية في تصميم القلعة. استخدم جيمس الرابع وجيمس الخامس إيرادات استثنائية لمرة واحدة ، مثل مصادرة الأراضي الرئيسية ، لإثبات قوتهم في جميع أنحاء مملكتهم بطرق مختلفة بما في ذلك بناء قلاع أعظم مثل لينليثغو دائماً تقريبًا عن طريق توسيع وتعديل التحصينات الحالية. اعتمدت قصور القلعة الاسكتلندية هذه على تصميمات عصر النهضة الإيطالية ، ولا سيما التصميم المألوف لملعب رباعي الزوايا مع أبراج سلالم في كل زاوية ، مستخدماً تصميمات جدارية لمنحهم مظهرًا إيطاليًا نظيفًا. في وقت لاحق ، استندت القلاع إلى تصاميم عصر النهضة في فرنسا ، مثل العمل في فوكلاند وقلعة ستيرلنغ. عكس التحول في التركيز المعماري كانت التحالفات السياسية متغيرة ، حيث شكل جيمس الخامس تحالفًا وثيقًا مع فرنسا خلال فترة حكمه. على حد تعبير المؤرخ المعماري جون دونبار ، كانت النتائج «أقرب الأمثلة لتصميم عصر النهضة المتماسك في بريطانيا».
وشملت هذه التغييرات أيضًا تحولات في المعتقدات الاجتماعية والثقافية. شهدت الفترة تفكك النظام الإقطاعي القديم ، وتدمير الأديرة «اماكن للعبادة» والتغيرات الاقتصادية واسعة النطاق ، وتغيير الروابط بين القلاع والعقارات المحيطة بها. شهد عصر النهضة داخل القلاع إدخال فكرة المساحات العامة والخاصة ، ووضع قيمة جديدة على القلاع التي لديها مساحات خاصة للسيد أو ضيوفه بعيدا عن الرأي العام. على الرغم من أن النخبة في بريطانيا وأيرلندا واصلت الحفاظ على القلاع وبنائها على غرار فترة العصور الوسطى المتأخرة ، كان هناك تفهم متزايد خلال عصر النهضة ، الذي غاب في القرن الرابع عشر ، حيث أن القلاع المحلية كانت تختلف اختلافًا جوهريًا عن التحصينات العسكرية التي يتم بناؤها للتعامل مع انتشار مدفعية البارود. استمر بناء القلاع وإعادة صياغتها فيما وصفه المؤرخ الثقافي ماثيو جونسون بأنه «محاولة واعية لاستدعاء القيم التي يُنظر إليها على أنها مهددة». كانت النتائج كما في قلعة كينيلورث على سبيل المثال من الممكن أن تشمل القلاع الضخمة التي أعيد تصميمها لتظهر ملامح قديمة ورياضية ، ولكن مع استكمالها بغرف خاصة ، وغرف ايطالية بجهة واحدة مفتوحة وإقامة فاخرة حديثة.
و على الرغم من تقلص حجم الأسر النبيلة قليلاً خلال القرن السادس عشر ، إلا أن عدد الضيوف في أكبر أحداث القلعة استمر في النمو. حضر 2000 شخص في وليمة قلعة كاوود عام 1466، في حين أن دوق باكينجهام قام بشكل روتيني بتسلية ما يصل إلى 519 شخصًا في قلعة ثورنبيري في بداية القرن السادس عشر. عندما زارت إليزابيث الأولى كينيلورث في عام 1575، أحضرت وفداً من 31 بارونًا و 400 موظفًا في زيارة استغرقت 19 يومًا ؛ متّع ليستر مالك القلعة الملكة والكثير من سكان المنطقة المجاورة بالمسابقات والألعاب النارية ومحاولة اصطياد«اغراء» الدب ومسرح الغموض والصيد والمآدب الفخمة. مع هذا الحجم من المعيشة والترفيه أصبحت الحاجة إلى إيجاد مساحة أكبر في القلاع القديمة قضية رئيسية في كل من إنجلترا واسكتلندا.
منازل البرج
كانت منازل البرج سمة شائعة في بناء القلعة البريطانية والإيرلندية في أواخر العصور الوسطى: تم بناء أكثر من 3000 في أيرلندا ، وحوالي 800 في اسكتلندا وأكثر من 250 في إنجلترا. عادة ما يكون مبنى البرج مبنى طويل القامة ومبني بالحجارة. غالبًا ما كانت المنازل البرجية الاسكتلندية وأولستر محاطة أيضًا بارمكين أو الباوند «حائط سميك للحماية»، وهو فناء مسور مصمم لاحتواء الحيوانات الثمينة بشكل آمن ، ولكن ليس بالضرورة للدفاع الجاد. تم حراسة العديد من البوابات في هذه المباني بأبواب ، تشبه المشواة المصنوعة من قضبان معدنية. كانت الإصدارات الأصغر من المنازل البرجية في شمال إنجلترا وجنوب اسكتلندا تُعرف باسم أبراج بيل ، أو منازل بيليه ، وتم بناؤها على جانبي المناطق الحدودية. في اسكتلندا تم بناء عدد منها في المدن الاسكتلندية. قيل في البداية أن المنازل البرجية الأيرلندية كانت مبنية على التصميم الإسكتلندي ، ولكن نمط تطوير هذه القلاع في أيرلندا لا يدعم هذه الفرضية.
كانت دفاعات المنازل البرجية تهدف في المقام الأول إلى توفير الحماية ضد الأحزاب الصغيرة المداهمة ولم يكن القصد منها إثارة معارضة كبيرة لهجوم عسكري منظم ، مما دفع المؤرخ المؤرخ ستيوارت ريد إلى وصفها بأنها «يمكن الدفاع عنها ولكنها ليست دفاعية». بنيت الأسلحة النارية كلأسلحة الثقيلة في بعض المنازل البرجية الاسكتلندية بحلول القرن السادس عشر ، ولكن كان من الأكثر شيوعًا استخدام أسلحة البارود الأخف ، مثل المسكوت ، للدفاع عن منازل الأبراج الاسكتلندية. على عكس اسكتلندا ، لم يتم الدفاع عن منازل الأبراج الأيرلندية إلا عن طريق المسدسات الخفيفة نسبيًا وإعادة استخدام فتحات الجدران الضيقة القديمة «فتحات ضيقة وضعت داخل الجدران والابراج تمكن المدافعين من اطلاق السهام» في كثير من الأحيان ، بدلاً من التصميمات الحديثة ، لتوفير المال.
وقد ركز تحليل بناء المنازل البرجية على قوتين دافعتين رئيسيتين. الأول هو أنه يبدو أن بناء هذه القلاع مرتبط بفترات من عدم الاستقرار وانعدام الأمن في المناطق المعنية. خسر جيمس الرابع في اسكتلندا سيادة الجزر في عام 1494 وأدى إلى انفجار فوري لبناء القلعة في جميع أنحاء المنطقة ، وعلى المدى الطويل ، زادت درجة الحروب العشائرية ، في حين أن الحروب اللاحقة مع إنجلترا في الأربعينات من القرن الخامس عشر أضيفت إلى مستوى انعدام الأمن خلال بقية القرن. تم بناء منازل الأبراج الأيرلندية من نهاية القرن الرابع عشر وما بعده حيث تفكك الريف إلى سيطرة غير مستقرة على عدد كبير من السيادات الصغيرة ، وروج هنري السادس للبناء بمكافآت مالية في محاولة لتحسين الأمن. تم بناء منازل الأبراج الإنجليزية على طول الحدود مع اسكتلندا في فترة خطيرة وغير آمنة. ثانياً ، ومن المفارقات، يبدو أنها كانت فترات ازدهار النسبي. لاحظ المؤرخ المعاصر وليام كامدن الشعب الإنجليزي الشمالي والأسكتلندي انه «لا يوجد رجل من بينهم من النوع الأفضل ليس له برج صغير أو كومة»، ويبدو أن العديد من المنازل البرجية قد بنيت بقدر رموز الحالة مثل هياكل دفاعية. على طول الحدود الإنجليزية - الاسكتلندية ، يتبع نمط البناء الازدهار النسبي للجانب الآخر: بنى اللوردات الإنجليز منازل أبراج بشكل أساسي في أوائل القرن الخامس عشر ، عندما كان شمال إنجلترا مزدهرًا بشكل خاص ، في حين بنى ما يعادلها في اسكتلندا في أواخر القرن الخامس عشر وبداية القرن السادس عشر قرون ، وفترات الازدهار في اقتصاد اسكتلندا. في أيرلندا ، يعكس نمو المنازل البرجية خلال القرن الخامس عشر ظهور رعي الماشية والثروة الناتجة التي جلبها هذا إلى العديد من الأمراء الصغار في أيرلندا.
مواصلة تطوير مدفعية البارود
استمر تحسين المدافع خلال القرنين الخامس عشر والسادس عشر. تم تكييف ثغرات القلعة للسماح باستخدام المدافع والأسلحة النارية الأخرى في دور دفاعي ، لكن أسلحة البارود الهجومية لا تزال غير موثوقة نسبيًا. تخلفت إنجلترا عن أوروبا في التكيف مع هذا الشكل الجديد من الحروب. قلعتي دارتماوث وكينجزوير، التي بنيت في التسعينيات من القرن التاسع عشر للدفاع عن نهر دارت، وخليج بايارد الصغير ، صمموا في عام 1510 للدفاع عن مرفأ دارتماوث نفسه ، كانت من بين القلاع الإنجليزية القليلة المصممة على الطراز القاري خلال الفترة ، وحتى هذه القلاع تخلفت عن طليعة التصميم الأوروبي. كانت القلاع الاسكتلندية أكثر تقدمًا في هذا الصدد جزئيًا نتيجة التأثيرات المعمارية الفرنسية الأقوى. قلعة ريفنسكريج في اسكتلندا ، على سبيل المثال ، كانت محاولة مبكرة في ستينيات القرن التاسع عشر لنشر مجموعة من موانئ الأسلحة «ذات صندوق الرسائل» والأبراج الحجرية المنخفضة والمنحنية للأسلحة المدفعية. انتشرت هذه المنافذ الآلية لصناديق الرسائل ، الشائعة في أوروبا القارية ، بسرعة في جميع أنحاء اسكتلندا ولكن نادراً ما كانت تستخدم في إنجلترا خلال القرن الخامس عشر. قاد اسكتلندا أيضًا الطريق في تبني تصميم كابونيير جديد لخنادق القلعة ، كما تم إنشاؤه في قلعة كريجنيثان.
أصبح هنري الثامن مهتمًا بتهديد الغزو الفرنسي خلال عام 1539 وكان على دراية بالتصاميم القارية الحديثة. ورد على هذا التهديد من خلال بناء سلسلة من الحصون الشهيرة ، تسمى «حصن الأجهزة» أو قلاع هنري ، على طول الساحل الجنوبي لإنجلترا المصممة خصيصًا لتزويدها بالدفاع عن مدفعية البارود والدفاع عنها. لا تزال هذه الحصون تفتقر إلى بعض الميزات القارية الحديثة ، مثل حصون الزاوية. كان لكل حصن تصميم مختلف بعض الشيء ، لكن كمجموعة تشترك في ميزات مشتركة ، مع التحصين الذي تم تشكيله حول عدد من الفصوص المدمجة ، غالبًا في شكل رباعي الفصوص أو ثلاثي الأرجل ، مصمم لمنح المدافع النارية زاوية 360 درجة . كانت الحصون عادةً متدرجة للسماح للمدافع بإطلاق النار على بعضها البعض وكان لها ميزات مثل الفتحات لتفريق دخان البارود. من المحتمل أن العديد من الحصون كانت في الاصل محمية أيضًا بحواجز الأرض ، على الرغم من أنها لم تنجو. وقد وصف المؤرخ الحصن كريستوفر دافي الحصون الناتجة بأنها «ذات هواء قوي واحتفالي في آنٍ واحد ، مثل كعكة زفاف محشورة».
تمثلت هذه الدفاعات الساحلية في تحول بعيداً عن القلاع التي كانت تحصينات عسكرية ومبانٍ محلية ، نحو الحصون التي كانت حامية ولكن ليست محلية ؛ غالبًا ما يتم اختيار الأربعينيات من القرن العشرين كتاريخ انتقال لدراسة القلاع كنتيجة لذلك. تميزت السنوات اللاحقة أيضًا بنهاية اغناء التصميم الإنجليزي الأصلي وبحلول عام 1580 سيطر الخبراء الأوروبيون المستوردون على التحسينات في القلعة الإنجليزية بالكامل تقريبًا. تفوق تصميم القلعة الاسكتلندية تضاءل أيضًا ؛ بطارية هاف مون التي بنيت في قلعة أدنبرة عام 1574، على سبيل المثال ، كانت مؤرخة بشكل سيء من الناحية القارية في وقت بنائها. كان العدد المحدود من التحصينات الحديثة التي بنيت في أيرلندا ، مثل تلك التي لديها أول طائرات حربية أعيد تجهيزها إلى قلعة كاريكفِرجَس في الستينيات من القرن الخامس عشر، وفي كوركبيج في ميناء كورك، والتي بنيت في السبعينيات من القرن الماضي خوفًا من الغزو ، كانت غير استثنائية بالمعايير الأوروبية.
ومع ذلك ، لعبت مدفعية البارود المُحسَّنة دورًا في إعادة احتلال أيرلندا في 1530، حيث أظهر الحصار الإنجليزي الناجح لقلعة ماينوث في 1530 قوة بنادق الحصار الجديدة. ومع ذلك ، كان هناك عدد قليل نسبياً من الأسلحة في أيرلندا ، وخلال حرب التسع سنوات في نهاية القرن ، أثبت الإيرلنديون أنهم غير ماهرين نسبيًا في حرب الحصار بالمدفعية التي يستخدمها الإنجليز بشكل أساسي. كان التحدي في كل من أيرلندا واسكتلندا هو كيفية نقل قطع المدفعية إلى حصار القلعة ؛ تتطلب الحالة السيئة للطرق الاسكتلندية قطارات باهظة الثمن من الخيول المعبأة ، والتي لا يستطيع سوى الملك تحملها ، وفي أيرلندا كان يتعين استخدام شبكة النهر بشكل متكرر لنقل الأسلحة إلى الداخل. في هذه الظروف ، يمكن أن تظل للقلاع القديمة ميزات دفاعية قابلة للاستمرار ، على الرغم من أن حصار قلعة كاهير في عام 1599 والهجوم على قلعة دونيفايج على إيسلاي في عام 1614 أثبت أنه إذا كان من الممكن إحضار المدفعية ، فقد تسقط جدران القلعة التي كانت لا تُحصى سابقًا بسرعة نسبية.

## القرن 17
حروب الممالك الثلاثة
ورث جيمس السادس من اسكتلندا تاج إنجلترا عام 1603 مما جلب فترة من السلام بين البلدين. غادر البلاط الملكي متوجهاً إلى لندن، مع استثناء الزيارات العرضية، وكنتيجة لذلك؛ توقف بناء العمل في القلاع الملكية في الحدود الشمالية إلى حد كبير. الاستثمار في القلاع الإنجليزية ، وخاصة القلاع الملكية ، انخفض بشكل كبير. باع جيمس العديد من القلاع الملكية في إنجلترا لمطوري العقارات ، بما في ذلك قلعة يورك وقلعة ساوثامبتون . سلط التفتيش الملكي عام 1609 الضوء على أن القلاع الإدواردية في شمال ويلز ، بما في ذلك كونوي وبيوماريس وكيرنارفون قد «تلاشت تماماً». وجدت صورة مماثلة لمختلف المقاطعات الإنجليزية في عملية التفتيش الاحقة عام 1635وكانت : لينكولن ، كيندال وكان يورك ونوتنغهام وبريستول وكوينبورو وساوثهامبتون وروتشستر من بين أولئك الذين كانوا في حالة من التلف. وصفت أحد المنشورات العديد من القلاع الإنجليزية عام 1642 على أنها «تتحلل كثيراً» والتي تتطلب «توفيرًا كبيرًا» لـ «الدفاع الحربي».و حفظوا أولئك كمنازل خاصة. مثل ارونديل وبيركيلي وكارلايسيل ووينشيستر كانوا في حالة أفضل بكثير ، لكن ليس بالضرورة الدفاع عنهم في النزاع ؛ بينما تم إعادة تصميم البعض مثل بولسوفر كمساكن أكثر حداثة بأسلوب بالاديان. حفنة من القلاع والقلاع الساحلية ، ظلت في حالة عسكرية جيدة مع دفاعات كافية من بينها، قلعة دوفر.
اندلعت الحرب الأهلية الإنجليزية، في البداية بين مؤيدي البرلمان وأنصار الملك تشارلز الأول عام 1642. امتدت الحرب لتشمل أيرلندا واسكتلندا ، وانقسمت إلى ثلاثة صراعات منفصلة في إنجلترا نفسها. كانت الحرب أول صراع طويل الأمد في بريطانيا يشتمل على استخدام المدفعية والبارود. استخدمت القلاع الإنجليزية لأغراض مختلفة خلال الصراع. شكلت قلعة يورك مع وجود حاكم عسكري جزءًا رئيسيًا من دفاعات المدينة ؛ يمكن استخدام القلاع الريفية مثل جودريتش كقواعد للإغارة والسيطرة على المناطق الريفية المحيطة ؛ أصبحت القلاع الأكبر ، مثل وندسور ، تستخدم في احتجاز أسرى الحرب أو كمقر عسكري. خلال الحرب استخدمت القلاع مرة أخرى في كثير من الأحيان : سيتم تجديد الدفاعات الموجودة ، في حين أن «الجدران» سوف تكون «مضادة» أو مدعومة بالأرض ، من أجل الحماية من المدافع. كانت الأبراج والمحميات ممتلئة بالأرض لإنشاء منصات للأسلحة ، مثل كارلايل وقلعة أوكسفورد. يمكن إضافة معاقل ترابية جديدة إلى التصميمات الحالية ، مثل كامبريدج وقلعة كارو، وفي باسينغ هاوس غير المحصن أعيد تشغيل حلقة نورمان المحيطة. قد تكون التكاليف كبيرة ، حيث يصل العمل في قلعة سكيبتون إلى أكثر من 1000 جنيه إسترليني.
أصبح الحصار جزءًا بارزًا من الحرب حيث وقع أكثر من 300 اصابة خلال الفترة ، وكان العديد منهم يشمل القلاع. كما يقترح روبرت ليدارد، في الواقع «الدور العسكري لبعض القلاع في القرن السابع عشر لا يتناسب مع تاريخها في العصور الوسطى». شكلت المدفعية جزءًا أساسيًا من هذه الحصارات ، مع «العمل العسكري المميز» وفقًا للمؤرخ العسكري ستيفن بول ، كونه «هجومًا على نقطة قوية محصنة» تدعمه المدفعية. تباينت نسبة قطع المدفعية إلى المدافعين وادت إلى اختلاف كبير في الحصار ، ولكن في جميع الحالات كان هناك عدد أكبر من الأسلحة مقارنة بالصراعات السابقة ؛ ما يصل إلى قطعة مدفعية واحدة لكل تسعة مدافعين مثل بالقرب من قلعة بيندينس، لم تكن معروفة في الحالات القصوى. أدى نمو عدد وحجم مدفعية الحصار، إلى تفضيل أولئك الذين لديهم الموارد لشراء ونشر هذه الأسلحة. تحسنت المدفعية بحلول الأربعينيات من القرن العشرين لكنها لم تكن دائما حاسمة ، حيث كان من الصعب للمدفع الأخف في تلك الفترة اختراق الأرض والكتل الخشبية والدفاعات - كما تجلى ذلك في حصار كورف. أثبتت قذائف الهاون ، القادرة على إطلاق النار فوق الجدران الطويلة ، فعاليتها بشكل خاص ضد القلاع - وخاصة تلك الأصغر حجماً ذات الأفنية الأصغر والمناطق المفتوحة ، مثل قلعة ستيرلنغ.
امتدت المدفعية الثقيلة التي أدخلت في إنجلترا في النهاية إلى بقية الجزر البريطانية. على الرغم من أن ما يصل إلى ألف جندي إيرلندي خدموا في أوروبا عادوا خلال الحرب ، مما جلب معهم تجربة حرب الحصار من حرب الثلاثين عامًا في أوروبا ، إلا أن وصول قطار أوليفر كرومويل المدجج بالسلاح في عام 1649 هو الذي حوّل الصراع ، ومصير القلاع المحلية. لم تتمكن أي من القلاع الأيرلندية من الصمود أمام هذه الأسلحة البرلمانية واستسلمت بسرعة كبيرة. غزا كرومويل اسكتلندا عام 1650 وأثبتت مدفعيته الثقيلة أنها حاسمة مرة أخرى .
الترميم
أسفرت الحرب الأهلية الإنجليزية عن إصدار البرلمان أوامر لإضعاف أو إتلاف العديد من القلاع ، وخاصة في المناطق الملكية البارزة. كان هذا بشكل خاص في الفترة من 1646 إلى 1651، مع الذروة عام 1647. حوالي 150 من التحصينات ازيلت في هذه الفترة ، بما في ذلك 38 من جدران المدينة وعدد كبير من القلاع. كانت عملية الإزالة باهظت التكلفة للغاية وقد استغرقت بعض الجهد المبذول لتحقيقها ، لذلك كان الضرر يحدث عادةً بأكثر الطرق فعالية من حيث التكلفة مع تدمير الجدران المحددة فقط . كان الضرر شبه كامل في بعض الحالات ، مثل قلعة وولينج فورد أو قلعة بونتيفراكت التي كانت متورطة في ثلاثة حصارات كبرى وبناءً على طلب من سكان المدينة وفي هذه الحالة كانوا يرغبون في تجنب المزيد من الصراع. 
بحلول الوقت الذي تم فيه استعادة تشارلز الثاني للعرش عام 1660، كانت قلاع القصر الكبرى في إنجلترا التي نجت من الهدم في حالة سيئة. كما وصف المؤرخ سيمون ثورلي ، فإن «المتطلبات الوظيفية وأنماط الحركة وأنماط النقل والطعم الجمالي ومعايير الراحة» بين الدوائر الملكية قد غيرت أيضًا الصفات المطلوبة للقلعة الناجحة. كانت العمارة البالاديانية تزداد شعبية ، حيث جائت بشكل غريب مع التصميم النموذجي لقلعة القرون الوسطى. علاوة على ذلك ، كانت آداب المحكمة الفرنسية العصرية في ذلك الوقت تتطلب عددًا كبيرًا من الغرف المكيفة ، من أجل تلبية بروتوكول المحكمة ، وكان من غير العملي ضم هذه الغرف إلى العديد من المباني القديمة. قلص نقص الأموال من محاولات تشارلز الثاني لإعادة تشكيل القلاع المتبقية ، وإعادة تصميم وندسور حيث كانت الوحيدة التي اكتملت بالكامل في سنوات الترميم. 
العديد من القلاع لا تزال تحتفظ بدور دفاعي. تم إصلاح القلاع في إنجلترا ، وحصل عليها الملك مثل، تشيبستو وقلعة يورك . مع تقدم التقنيات العسكرية ، قد تكون تكاليف ترميم القلاع القديمة باهظة - حيث يقدر المبلغ المطلوب للتحويل لمدينة يورك عام 1682 مقدر ب 30,000 جنيه استرليني، وفي شروط 2009 اعطيت التكاليف المحتملة حوالي 4,050,000 جنيه إسترليني . لعبت القلاع دورًا بسيطًا في الثورة المجيدة عام 1688، على الرغم من أن بعض التحصينات مثل قلعة دوفر تعرضت للهجوم من قبل الرعاع غير الراضين عن المعتقدات الدينية لحكامهم الكاثوليك ، وشكلت حصانات قلعة الملك جون في ليمريك جزءًا من نهاية الحرب في ايرلندا. في شمال بريطانيا استمرت المشاكل الأمنية في اسكتلندا. شيدت قوات كرومويليان عددًا من الحصون والثكنات الحديثة ، لكن القلاع الملكية في إدنبره ودامبارتون وستيرلنج ، إلى جانب دونستافناج ودونولي وقلعة روثفن ، استمر أيضًا في استخدامها كحصون عملية . تم بناء المنازل البرجية حتى الأربعينيات من القرن العشرين بعد ترميم منزل البرج المحصّن الذي عفا عليه الزمن . لكن الوضع الضعيف للاقتصاد الإسكتلندي كان لدرجة أنه في حين تم التخلي عن العديد من العقارات الكبيرة ، استمر استخدام القلاع الأكثر تواضعًا وتكييفها كمنازل ، بدلاً من إعادة بنائها. بقيت المنازل والقلاع قيد الاستخدام حتى بعد الثورة المجيدة في ايرلندا ، عندما أدت الأحداث إلى تحول كبير في ملكية الأراضي وازدهار في بناء المنازل الريفية بالاديان باستخدام الأخشاب التي تم تجريدها من القلاع والمنازل البرجية القديمة والمهجورة في كثير من الاحيان .

## القرن 18
استخدام الجيش والحكومة
استمرت بعض القلاع في بريطانيا وأيرلندا في الحصول على فائدة عسكرية متواضعة في القرن الثامن عشر. هددت سلسلة من نهوض اليعاقبة الملك في اسكتلندا حتى عام 1745، وبلغت ذروتها في التمرد في عام 1745. تم الحفاظ على العديد من القلاع الملكية خلال الفترة إما كجزء من الدفاعات الحدودية الإنجليزية ، مثل كارلايل ، أو تشكل جزءًا من تدابير الأمن الداخلي في اسكتلندا نفسها ، مثل قلعة ستيرلنغ. كان ستيرلنغ قادراً على الصمود في وجه هجوم يعقوب عام 1745، على الرغم من أنه قد أُخذ كارلايل ؛ كان حصار قلعة بلير في نهاية التمرد عام 1746 حصار القلعة الأخير الذي حدث في الجزر البريطانية. تم استخدام كورجاف والعديد من القلاع الأخرى كثكنات للقوات المرسلة إلى حامية المرتفعات في اعقاب النزاع . بعض القلاع ، مثل بورتشيستر ، كانت تستخدم لاحتجاز أسرى الحرب خلال الحروب النابليونية في نهاية القرن وتم إعادة تجهيزها في حالة حدوث انتفاضة شعبية خلال هذه الفترة الثورية. أعيد بناء قلعة دبلن في أعقاب اطلاق النار وأعيد تأكيدها لتكون مركز القوة الإدارية والعسكرية البريطانية، في ايرلندا.
بقيت العديد من القلاع قيد الاستخدام كسجن للمقاطعات ، التي يديرها السجانون كشركات خاصة فعالة ؛ شمل ذلك في كثير من الاحيان بوابة المبنى التي يتم الحفاظ عليها كمبنى رئيسي للسجن ، كما هو الحال في كامبريدج ، بريدجنورث ، لانكستر ، نيوكاسل وسانت برايفيلز. خلال السبعينيات من القرن السابع عشر ، أجرى مصلح السجن جون هوارد مسحه الشهير للسجون والغول ، وبلغ ذروته بعمله «ولاية السجون» عام 1777. وثقت هذه نوعية مرافق القلعة الرديئة . كان السجناء في قلعة نورويتش يعيشون في زنزانة ، مع تغطية الأرض في كثير من الأحيان بشبر من الماء ؛ كانت أكسفورد «قريبة ومهينة»؛ كان ورسستر خاضعًا لحمى عالية في السجن لدرجة أن جراح القلعة لن يدخل السجن ؛ كان غلوستر «بائساً في أقصى الحدود». تسبب عمل هوارد في تحول في الرأي العام ضد استخدام هذه المرافق القديمة في القلعة كسجن.
الاستخدام الاجتماعي والثقافي
بحلول منتصف القرن ، أصبحت القلاع المدمرة التي تعود للقرون الوسطى مألوفة مرة أخرى. كانوا يعتبرونها نقطة جذب مثيرة للاهتمام للعمارة الكلاسيكية التقليدية الآن في بالاديان ، وطريقة لإعطاء درجة من جاذبية القرون الوسطى لأصحابها الجدد. يشير المؤرخ أوليفر كريتون إلى أن الصورة المثالية للقلعة بحلول عام 1750 تضمنت «الصور الظلية المكسورة والناعمة والمتحللة ، والمظهر القاسي». تم إعادة تشكيل الريف المحيط بالقلاع الموجودة في بعض الحالات لتسليط الضوء على الآثار ، كما في قلعة هينديرسكيلف ، أو عند القدرة على إعادة تأهيل براون في قلعة واردور. بدلاً من ذلك ، قد يتم إصلاح الأنقاض وتعزيزها لتقديم مظهر أكثر ملاءمة ، كما في قلعة هاروود. في حالات أخرى ، تم إعادة استخدام العث ، مثل تلك الموجودة في قلعة جروبي، كقواعد للقلاع الصغيرة «يتم بناؤها كديكور» الدرامية ، أو بدلاً من ذلك ، يمكن إنشاء قلاع صغيرة جديدة تمامًا ؛ إما من نقطة الصفر أو عن طريق إعادة استخدام الأعمال الحجرية الأصلية ، كما حدث أثناء بناء برج كونيجار الذي تم تفكيك أجزاء مختلفة من قلعة دانستير لبنائه .
في الوقت نفسه ، أصبحت القلاع مناطق جذب سياحي لأول مرة. بحلول الأربعينيات من القرن التاسع عشر أصبحت قلعة وندسور نقطة جذب سياحية مبكرة ؛ يمكن للزوار الأثرياء الذين يمكنهم تحمل دفع تكاليف حارس القلعة الدخول ، ورؤية الفضول مثل قلعة قرن نارهال ، وخلال 1750 تم شراء أول كتيبات إرشادية. يتبع أول دليل إلى قلعة كينيلورث في عام 1777 مع العديد من الطبعات اللاحقة التالية في العقود المقبلة. بحلول 1780 و 1790 بدأ الزوار بالتقدم حتى تشيبستو ، حيث رافق مرشد سياحي السياح حول الأنقاض كجزء من جولة واي الشهيرة. أصبحت قلعة بلير في اسكتلندا نقطة جذب شعبية بسبب حدائقها الطبيعية ، كما فعلت قلعة ستيرلينغ بروابطها الرومانسية. ناشد كارنارفون العديد من الزوار وخاصة الفنانين في شمال ويلز. أثبتت القلاع الأيرلندية أنها أقل شعبية جزئياً، لأن السياح المعاصرين اعتبروا أن البلاد متخلفة إلى حد ما وبالتالي فإن الأثار فشلت في توفير التباين الرومانسي الضروري مع الحياة العصرية.
تطور تقدير القلاع مع تقدم القرن. خلال السبعينيات والثمانينيات من القرن التاسع عشر ، شاع رجل الدين الإنجليزي وليام جيلبن مفهوم الخراب الفاتن . نشر غيلبين العديد من الأعمال في رحلاته عبر بريطانيا ، وشرح مفهوم المناظر الطبيعية «الخلابة بشكل صحيح». جادل جيبلين أن مثل هذا المشهد الطبيعي يتطلب عادة مبنى مثل القلعة أو غيرها من الخراب لإضافة «نتيجة» إلى الصورة الطبيعية. عادةً ما تُصور اللوحات في هذا النمط القلاع كأشياء ملونة غير واضحة المعالم في المسافة ؛ في الكتابة ، تجنب الحساب الخلاب التفاصيل لصالح الانطباعات الجريئة الأولى على المعنى. ناشدت أنقاض جودريتش جيلبين وأتباعه بشكل خاص. ومع ذلك، كان كونوي متحفظ كثيرا وغير مهتم. على النقيض من ذلك ، كان العمل الفني لعلماء الآثار جيمس بينثام وجيمس إسيكس في نهاية هذا القرن مفصلاً ودقيقًا بدرجة كافية لتوفير قاعدة كبيرة من التفاصيل المعمارية الدقيقة حول ميزات قلعة العصور الوسطى وتمكين عمل المهندسين المعماريين مثل وايت ، مع أنه لم يعد علم الآثار الأصيل .

## القرن 19
استخدام الجيش والحكومة 
استمر انخفاض الفائدة العسكرية للقلاع المتبقية في بريطانيا وأيرلندا. أصبحت بعض القلاع مستودعات منضبطة ، بما في ذلك قلعة كارلايل وقلعة تشيستر. أعيد تجهيز قلعة كاريكفيرجس بمدافع حربية من أجل توفير الدفاعات الساحلية في نهاية الفترة النابليونية. كان عدم الاستقرار السياسي قضية رئيسية خلال أوائل القرن التاسع عشر ، وأدت شعبية الحركة الشارتية إلى تقديم مقترحات لإعادة تأهيل برج لندن في حالة الاضطرابات المدنية. لعبت قلعة دبلن دورًا متزايدًا في أيرلندا حيث نمت الضغوط الفنلندية من أجل الاستقلال خلال القرن، في ايرلندا.
تم انتقاد تشغيل السجون المحلية في مواقع مثل القلاع ، منذ عمل جون هوارد في سبعينيات القرن التاسع عشر ، واستمر الضغط من أجل الإصلاح في الزيادة في الخمسينيات والستينيات من القرن التاسع عشر. أدى ازالت التشريع المحيط بالإفلاس والديون في عام 1869 إلى حد كبير خطر السجن بسبب الديون غير المسددة ، وفي الوقت نفسه قضى على الغرض من سجون المدين في القلاع مثل سانت بريافيل. بُذلت جهود لتنظيم الأوضاع في السجون المحلية ولكن دون نجاح كبير ، وأدت هذه الإخفاقات إلى إصلاح السجون في عام 1877 التي أممت السجون البريطانية ، بما في ذلك السجون في القلاع مثل يورك. تم دفع التعويضات للمالكين السابقين ، على الرغم من أنه في حالات مثل يورك حيث كانت المرافق تعتبر سيئة للغاية بحيث تتطلب إعادة بناء كاملة ، تم رفض هذه الدفعة. أدى هذا إلى انخفاض بنسبة 39 ٪ في عدد السجون في إنجلترا على المدى القصير بما في ذلك، بعض سجون القلعة الشهيرة مثل نورويتش ؛ خلال السنوات المقبلة ، أدت المركزية والتغييرات في تصميم السجون إلى إغلاق معظم سجون القلعة المتبقية.
الاستخدام الاجتماعي والثقافي
شهدت العديد من القلاع زيادة في عدد السياح ، وساعدهم ذلك على تحسين روابط النقل وانشاء السكك الحديدية. فتحت مستودعات الأسلحة في برج لندن للسياح في عام 1828 مع 40,000 زائر في عامهم الأول؛ وبحلول عام 1858 ارتفعت الأرقام إلى أكثر من 100000 في العام . استقبلت مناطق الجذب السياحي مثل قلعة وارويك 6000 زائر خلال الفترة من 1825 إلى 1826، كثير منهم يسافرون من المدن الصناعية المتنامية في ميدلاندز القريبة ، في حين سجل السياح الفيكتوريون تهمة انهم دفعوا ستة بنسات للتجول حول أنقاض قلعة جودريتش. أثر انتشار نظام السكك الحديدية عبر ويلز والمسيرات بشدة على تدفق السياح إلى قلاع المنطقة. أصبحت الجولات السياحية في اسكتلندا تحظى بشعبية متزايدة خلال القرن التاسع عشر ، وعادة ما تبدأ في أدنبرة كاملة بقلعة أدنبرة ، ثم تقضي ما يصل إلى أسبوعين في الشمال ، مستفيدة من شبكة السكك الحديدية والباخرة المتوسعة. ظلت قلعة بلير تتمتع بشعبية ، لكن القلاع الإضافية انضمت إلى الدائرة - أصبحت قلعة كودور شائعة بمجرد وصول خط السكة الحديد شمالًا إلى فورت ويليام.
أصبح شراء وقراءة الكتيبات الإرشادية جزءًا متزايد الأهمية لزيارة القلاع ؛ بحلول العشرينيات من القرن العشرين ، يمكن للزائرين شراء كتيب إرشادي مبكر في غودريتش يحدد تاريخ القلعة ، وقد تم نشر أول دليل لبرج لندن في عام 1841 وأصبحت الكتيبات الإرشادية حول القلعة الأسكتلندية معروفة جيدًا بتقديم حسابات تاريخية طويلة لمواقعهم ، وغالبًا ما يتم الرسم على حبكة الروايات رومانسية التفاصيل. في الواقع ، ساعدت روايات السير والتر سكوت التاريخية إيفانهوي وكينيلورث في تأسيس الصورة الفيكتورية الشهيرة لقلعة من العصور الوسطى القوطية. شاعت أيضا العديد من القلاع الشمالية بما في ذلك تانتالون التي ظهرت في مارميون في روايات سكوت. بدأ تاريخ أيرلندا في التأكيد على دور القلاع في صعود البروتستانتية و «القيم البريطانية» في أيرلندا ، رغم أن السياحة ظلت محدودة.
كان أحد الردود على هذه الشعبية في تكليف بناء القلاع المتماثلة. كانت هذه شعبية بشكل خاص في بداية القرن التاسع عشر ، ومرة أخرى في الفترة الفيكتورية. تم نشر كتيبات التصميم التي تقدم تفاصيل حول كيفية إعادة ظهور القلاع القوطية الأصلية في مبنى جديد ، مما أدى إلى موجة من العمل ، مثل ايستنور عام 1815، وقلعة نورمان المزيفة في بينراين بين عامي 1827 و 1837 والقلعة الإدواردية غودريتش كورت المقلدة عام 1828. قام الفيكتوريون الاحقون ببناء قلعة كوش الويلزية في الثمانينات من القرن التاسع عشر كإنشاءات قوطية خيالية ، وتم بناء آخر نسخة طبق الأصل منها ، قلعة دروجو ، في أواخر عام 1911.
كان الرد الآخر هو تحسين القلاع الحالية ، وجعل سماتها التاريخية الفوضوية في كثير من الأحيان تتماشى مع جمالية معمارية أكثر تكاملا في نمط يسمى في كثير من الأحيان النهضة القوطية . كانت هناك محاولات عديدة لاستعادة أو إعادة بناء القلاع لإنتاج نمط قوطي دائم ، مستنير بتفاصيل من القرون الوسطى الأصلية ، وهي حركة كان فيها المهندس المعماري أنتوني سالفين بارزًا بشكل خاص - كما يتضح من إعادة بنائه لألنويك والكثير من قلعة وندسور. يمكن رؤية اتجاه مشابه في روثاي حيث قام وليام بورغز بترميم القلعة القديمة لإنتاج تصميم «أصيل» أكثر ، متأثر بشدة بعمل المهندس المعماري الفرنسي يوجين فيوليت لو دوك. إلى الشمال من الحدود ، نتج عن هذا النمط المميز للعمارة الاسكتلندية البارونية ، والتي أخذت ملامح الاسكتلندية الفرنسية والتقليدية في العصور الوسطى وأعادت اختراعها على الطراز الباروكي. أثبت النمط أيضًا شعبيته في أيرلندا من خلال قلعة جورج جونز أوليفر في خمسينيات القرن التاسع عشر ، على سبيل المثال ، مما شكل مثالًا جيدًا للنمط. كما هو الحال مع النهضة القوطية ، قام المهندسون المعماريون الاسكتلنديون «بتحسين» القلاع الموجودة حاليًا: تم تحويل قلعة فلورز في عام 1838 من قبل وليام بلايفير الذي أضاف الأبراج الكبرى والقباب. بطريقة مماثلة ، تم تحويل منزل برج لوريستون الذي يعود إلى القرن السادس عشر إلى المثل الأعلى الفيكتوري لـ «منزل من القرون الوسطى». انتشر النمط جنوبًا ، وأضاف المهندس المعماري الشهير إدوارد بلور لمسة إسكتلندية بارونية إلى عمله في وندسور.
مع هذه الوتيرة من التغيير ، بدأت المخاوف تتزايد بحلول منتصف القرن الحالي حول تهديد المباني في العصور الوسطى في بريطانيا ، وفي عام 1877 أسس ويليام موريس جمعية حماية المباني القديمة. كانت إحدى نتائج الضغط العام هي إقرار قانون حماية الآثار القديمة لعام 1882، لكن أحكام هذا القانون ركزت على هياكل ما قبل التاريخ غير المشغولة ومباني العصور الوسطى مثل القلاع التي تم إعفاؤها منها دون ترك أي حماية قانونية.

## القرن 20-21
1900-1945
تم الحفاظ على عديد من القلاع أو إعادتها إلى الخدمة العسكرية خلال النصف الأول من القرن. ظلت قلعة دبلن مركز الإدارة البريطانية والعمليات العسكرية والاستخبارية في أيرلندا خلال حرب الاستقلال الأيرلندية، حتى نقل السلطة والقلعة إلى الدولة الأيرلندية الحرة في عام 1922. كان برج لندن يستخدم لعقد وتنفيذ جواسيس مشتبه بهم ، خلال الحرب العالمية الثانية ، واستخدم لاحتجاز رودولف هيس لفترة وجيزة ، نائب أدولف هتلر، في عام 1941. تم استخدام قلعة أدنبرة كسجن للحرب ، بينما تم تجريد قلعة وندسور من الكنوز الملكية الأكثر حساسية واستخدمت في حماية العائلة المالكة البريطانية من أخطار الغارة. واستخدمت بعض القلاع الساحلية لدعم العمليات البحرية: تحصينات قلعة دوفر في العصور الوسطى كأساس للدفاع عبر مضيق دوفر. تم استخدام قلعة بيتريفي في اسكتلندا لدعم البحرية الملكية ؛ وقلعة كاريكفيرجس في أيرلندا كانت تستخدم كقاعدة للدفاع الساحلي. تم إدخال بعض القلاع ، مثل كامبريدج وبيفينسي ، في خطط الدفاع المحلية في حالة حدوث غزو ألماني. احتفظت حفنة من هذه القلاع بدور عسكري بعد الحرب. كانت دوفر تستخدم كمركز قيادة للحرب النووية في الخمسينيات من القرن الماضي ، بينما استخدم الناتو بيتريفي حتى مطلع القرن الحادي والعشرين.
استمر الاهتمام الثقافي القوي بالقلاع البريطانية في القرن العشرين. كان لذلك عواقب مدمرة في بعض الحالات حيث قام جامعي الثروات بشراء وإزالة المعالم المعمارية وغيرها من القطع الأثرية التاريخية من القلاع لمجموعاتهم الخاصة ، وهي ممارسة أثارت قلقًا رسميًا كبيرًا. من بين الحالات الأكثر أهمية قلعة سانت دونات ، التي اشتراها وليام راندولف هيرست عام 1925، ثم تم تزيينها بالعديد من المباني التي تعود إلى العصور الوسطى وإزالتها من مواقعها الأصلية في جميع أنحاء بريطانيا ، وولاية هورنبي ، حيث تم بيع العديد من أجزاء القلعة وإرسالها للمشترين في الولايات المتحدة. تم تقديم صلاحيات قانونية متزايدة لحماية القلاع كنتيجة جزئية لهذه الأحداث ، وعملت قوانين البرلمان في عامي 1900 و 1910 على توسيع نطاق التشريعات السابقة بشأن المعالم الوطنية للسماح بإدراج القلاع. قدم قانون صادر عن البرلمان في عام 1913 أوامر الحفاظ لأول مرة وتم تمديد هذه الصلاحيات في عام 1931. بعد انتهاء الحرب الأهلية الأيرلندية وبالمثل ، اتخذت الدولة الأيرلندية الجديدة إجراءات مبكرة لتوسيع وتعزيز التشريعات البريطانية السابقة لحماية المعالم الوطنية الأيرلندية.
كان هناك عدد من مشاريع الترميم الكبرى في القلاع البريطانية، في بداية القرن . قبل اندلاع الحرب العالمية الأولى تم العمل في تشيبستو ، بوديام ، كارنارفون وتاتيرشال ؛ حدثت العديد من مشاريع الترميم الرئيسية الممولة من الدولة في العشرينات من القرن الماضي بعد نهاية الحرب ، مع بمبروك وكيرفيلي وجودريتش بين أكبر هذه المشروعات. يركز هذا العمل عادة على تقليص الغطاء النباتي الذي يتعدى على أنقاض القلعة ، وخاصةً اللبلاب ، وإزالة الأعمال الحجرية التالفة أو غير المستقرة ؛ شاهدت القلاع مثل بوماريس عمليات التنظيف والتجديد. تم إعادة بناء بعض القلاع مثل ايلين دونان في اسكتلندا بشكل كبير في سنوات الحرب. اهتمت صناعة الأفلام في المملكة المتحدة في وقت مبكر بالقلاع كمجموعات محتملة ، بدءًا من فيلم ايفانو الذي تم تصويره في قلعة تشيبستو عام 1913 وبطولة الممثل الأمريكي الرائد كينج باجوت.
القرن 1945-21
بعد الحرب العالمية الثانية أصبحت أنقاض القلاع الخلابة غير عصرية. كان تفضيل الإصلاح هو استعادة القلاع لإنتاج ما وصفه أوليفر كريتون وروبرت هيغام بأنه «يهتم بدقة بالأقمشة والمروج الأنيقة وبيئة جيدة التنظيم وصديقة للزوار»، على الرغم من إعادة بناء أو إعادة إنتاج المظهر الأصلي للقلاع كان محبطاً. كنتيجة لذلك ، فإن الحجارة والجدران لقلاع اليوم ، والتي تستخدم كمناطق جذب سياحي ، تكون في حالة أفضل بكثير مما كان عليه الحال في فترة العصور الوسطى. الحفاظ على المناظر الطبيعية على نطاق اوسع من الماضي ارتفعت أيضا في الاهمية ، والتي تنعكس في قرار برنامج مواقع التراث العالمي التابع لليونسكو بالاعتراف دوليًا بالعديد من القلاع البريطانية بما في ذلك بوماريس ، وكارنارفون، وكونوي ، وهارليتش ، ودرهام ، وبرج لندن ، باعتبارها تستحق اهمية ثقافية دولية خاصة خلال 1980.
القلاع الإنجليزية المملوكة الآن من قبل التراث الإنجليزي هي أكبر مجموعة واحدة ، وتم إنشاؤها من قبل وزارة الأشغال السابقة في عام 1983. استحوذت مؤسست التراث القومي بشكل متزايد على عقارات القلعة في إنجلترا في الخمسينيات من القرن الماضي ، وهي ثاني أكبر مالك منفرد ، تليها مختلف السلطات المحلية الإنجليزية وأخيراً عدد قليل من أصحاب القطاع الخاص. القلاع الملكية مثل برج لندن وندسور مملوكة من قبل ملكية القصور الملكية المحتلة نيابة عن الأمة. توجد منظمات مماثلة في اسكتلندا ، حيث تم تأسيس شركة الثقة الوطنية لاسكتلندا عام 1931، وفي أيرلندا ، حيث تم إنشاء ان تايش «الخزينة» عام 1948 للعمل إلى جانب وزارة الأشغال الأيرلندية للحفاظ على القلاع وغيرها من المواقع. ظهرت بعض المنظمات الجديدة في السنوات الأخيرة لإدارة القلاع ، مثل صندوق لاندمارك الاستئماني وصندوق إيرلند لاندمارك الاستئماني ، الذي استعاد عددًا من القلاع في بريطانيا وأيرلندا على مدار العقود القليلة الماضية.
لا تزال القلاع اماكن للجذب السياحي بشعبية كبيرة : في عام 2009 زار ما يقرب من 2.4 مليون شخص برج لندن و 1.2 مليون زار قلعة إدنبرة، و 559000 زاروا قلعة ليدز و 349000 زاروا قلعة دوفر. بدأت أيرلندا ، التي لم تستغل الإمكانات السياحية في تراث القلاع لسنوات عديدة ، في تشجيع المزيد من السياح في الستينيات والسبعينيات وأصبحت القلاع الأيرلندية الآن جزءًا أساسيًا من صناعة السياحة الأيرلندية. ترتبط القلاع البريطانية والإيرلندية اليوم ارتباطًا وثيقًا بصناعة السينما الدولية ، حيث لا تشتمل الزيارات السياحية للقلاع الآن على زيارة موقع تاريخي فحسب ، بل تشمل أيضًا زيارة موقع فيلم مشهور.
كانت إدارة القلاع التاريخية البريطانية ومعالجتها مثيرة للجدل في بعض الأحيان. عادة ما تعتبر القلاع في أواخر القرن العشرين وأوائل القرن الحادي والعشرين جزءًا من صناعة التراث ، حيث يتم عرض المواقع والأحداث التاريخية تجاريًا كمناطق جذب للزائرين. انتقد بعض الأكاديميين ، مثل ديفيد لوينثال ، الطريقة التي يتم بها إعادة بناء هذه التواريخ باستمرار ثقافيًا واجتماعيًا وإدانة «الانهيار التجاري» لمواقع مثل برج لندن. يتطلب تحدي كيفية إدارة هذه الخصائص التاريخية في كثير من الأحيان اتخاذ قرارات عملية للغاية. في أحد أطراف السلسلة ، كان على أصحاب المباني والمهندسين المعماريين التعامل مع التحديات العملية المتمثلة في إصلاح القلاع الأصغر المتحللة المستخدمة كبيوت خاصة ، مثل قلعة بيكتون حيث أثبتت الرطوبة مشكلة كبيرة. فتحت النار في وندسور كاسل في الطرف الآخر من المقياس عام 1992 , نقاشًا وطنيًا حول كيفية استبدال جناح القلعة المحروق ، ودرجة إدخال التصميمات الحديثة ، ومن الذي يجب عليه دفع تكاليف 37 مليون جنيه إسترليني (50.2 مليون جنيه إسترليني في شروط عام 2009). في كينيلورث ، أدت إعادة البناء التأملية والتجارية لحدائق القلعة بأسلوب إليزابيث إلى نقاش أكاديمي قوي حول تفسير الأدلة الأثرية والتاريخية. تغيرت اتجاهات الصيانة ، وعلى النقيض من نهج الصيانة السائد بعد الحرب ، فإن الأعمال الحديثة في القلاع مثل ويغمور ، التي اكتسبتها شركة التراث الإنجليزي في عام 1995، حاولت تقليل درجة التدخل في الموقع.

## علم التأريخ
تم تسجيل أقدم تاريخ للقلاع البريطانية والإيرلندية ، وإن كان بطريقة مجزأة إلى حد ما ، من قبل جون ليلاند في القرن السادس عشر ، وبحلول القرن التاسع عشر ، أصبح التحليل التاريخي للقلاع شائعًا. استنتج المؤرخون الفيكتوريون مثل جورج كلارك وجون باركر أن القلاع البريطانية قد بنيت لأغراض الدفاع العسكري ، لكنهم اعتقدوا أن تاريخهم كان قبل الفتح، واستنتجوا أن العث عبر الريف قد تم بناؤه بواسطة الرومان أو الكلت.
تطورت دراسة القلاع من قبل المؤرخين وعلماء الآثار بشكل كبير خلال القرن العشرين. نشر مؤرخ وعالم الآثار إيلا أرميتاج في أوائل القرن العشرين كتابًا رائدًا عام 1912 يجادل فيه على نحو مقنع أن القلاع البريطانية كانت في الحقيقة صناعة نورمانية ، بينما نشر المؤرخ ألكساندر تومبسون أيضًا في نفس العام ، حيث رسم مسار التطور العسكري من القلاع الإنجليزية عبر العصور الوسطى. بدأ تاريخ مقاطعة فيكتوريا في إنجلترا بتوثيق القلاع في البلاد على نطاق غير مسبوق ، وتوفير مورد إضافي للتحليل التاريخي.
بعد الحرب العالمية الثانية سيطر على التحليل التاريخي للقلاع البريطانية من قبل أرنولد تايلور ، آر ألين براون ودي جيه كاثكارت كينغ. استفاد هؤلاء الأكاديميون من عدد متزايد من الأدلة الأثرية ، حيث شهدت الأربعينيات عددًا متزايدًا من عمليات التنقيب عن قلاع موتي وبيلي ، وتضاعف عدد عمليات التنقيب عن القلعة ككل خلال الستينيات. مع تزايد عدد مواقع القلاع التي تتعرض للتهديد في المناطق الحضرية ، ساهمت فضيحة عامة حول تطوير موقع قلعة باينارد في لندن في الإصلاحات وإعادة ترتيب أولويات تمويل عملية انقاذ علم الآثار عام 1972. على الرغم من هذا ، انخفض عدد عمليات التنقيب عن القلعة بين عامي 1974 و 1984، مع تركيز العمل الأثري على إجراء حفريات على عدد أكبر من المواقع الصغيرة ، ولكن أقل على نطاق واسع. بقيت دراسة القلاع البريطانية مركزة بشكل أساسي على تحليل دورها العسكري ، مع ذلك ، بالاعتماد على النموذج التطوري للتحسينات التي اقترحها طومسون في وقت سابق من القرن.
تم إجراء إعادة تقييم واسعة النطاق في التسعينيات ، لتأويل القلاع البريطانية. بدأ نقاش أكاديمي قوي حول التاريخ والمعاني وراء قلعة بوديام ادى إلى جدال ، وصلت إلى أن العديد من ميزات القلاع التي كانت تعتبر في السابق عسكرية في المقام الأول تم بناؤها في الواقع لأسباب تتعلق بالمكانة والسلطة السياسية. كما وصفها المؤرخ روبرت ليدارد ، تم استبدال النموذج القديم «للنورمان العسكرية» باعتباره القوة الدافعة وراء تشكيل القلاع البريطانية بنموذج من «القوة المسالمة». تميزت السنوات العشرين المقبلة بعدد متزايد من المنشورات الرئيسية حول دراسات القلاع ، ودراسة الجوانب الاجتماعية والسياسية للتحصينات ، وكذلك دورها في المشهد التاريخي. على الرغم من أن هذا المنظور «التعديلي» لم يكن بلا منازع ، إلا أنه لا يزال هو الموضوع السائد في الأدبيات الأكاديمية اليوم.

## روابط خارجية
- Cadw
- English Heritage
- The National Trust
- The National Trust for Scotland
- An Taisce, the National Trust for Ireland
- The Gatehouse Gazette
- The Castle Studies Group
- A photo record of Castles in England, Scotland, Wales and Ireland